# Zwangsarbeit in der Zeit des Nationalsozialismus

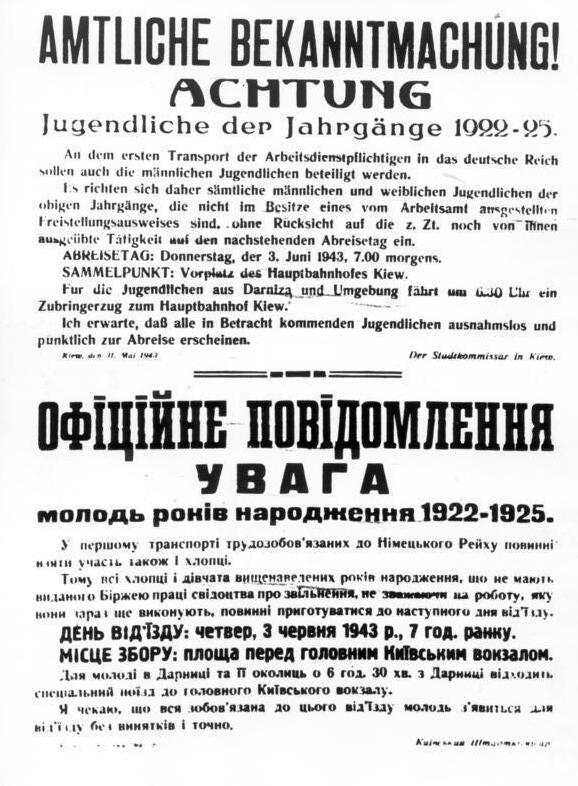
Bekanntmachung des Stadtkommissars von Kiew vom 31. Mai 1943: Jugendliche der Jahrgänge 1922–1925 haben sich am 3. Juni zum Abtransport ins Deutsche Reich bereitzumachen.

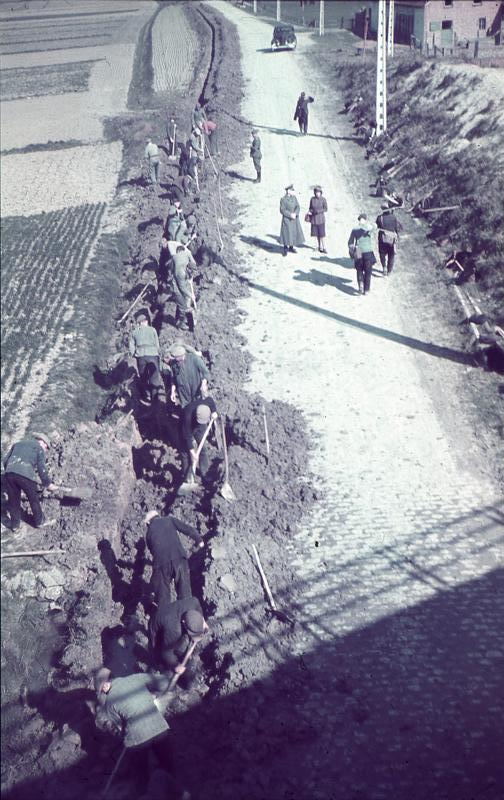
Zwangsarbeiter in Ostende (Belgien) 1941 bei Kabelverlegung

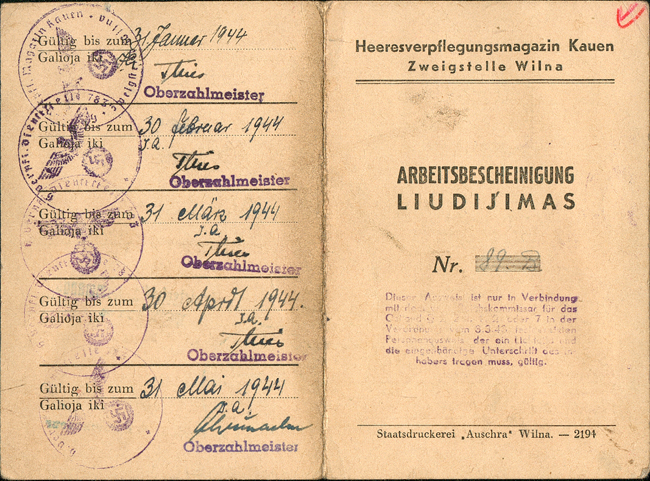
Dokument litauischer Arbeiterin

Zwangsarbeit in der Zeit des Nationalsozialismus war Arbeit, die zwischen 1933 und 1945 von deutschen Dienststellen und Betrieben mit nicht-wirtschaftlichem Zwang und unter Androhung von Strafe insbesondere von ausländischen Arbeitskräften verlangt wurde. Von der Zwangsarbeit begrifflich abzugrenzen sind die Arbeitspflichten der deutschen Zivilbevölkerung (Reichsarbeitsdienst, Dienstverpflichtung, Landjahr), die unter völlig anderen Bedingungen stattfanden, sowie der Zusammenschluss der deutschen Betriebe und Verwaltungen in der Deutschen Arbeitsfront.
Im nationalsozialistischen Deutschen Reich und in den von der Wehrmacht im Zweiten Weltkrieg besetzten Gebieten wurden mehr als zwanzig Millionen Menschen der Zwangsarbeit unterworfen. In vielen Ländern wird hierfür der Ausdruck Totaleinsatz beziehungsweise Totaleinsatz im Reich verwendet.
Die Zwangsarbeit in der Zeit des Nationalsozialismus ist eine europaweite Erfahrung ohne Beispiel. „Überall wurden Zwangsarbeiter eingesetzt – in Rüstungsbetrieben ebenso wie auf Baustellen, in der Landwirtschaft, im Handwerk oder in Privathaushalten. Jeder aus der Bevölkerung ist ihnen begegnet – ob als Besatzungssoldat in Polen oder als Bäuerin in Thüringen.“
Mit keinem anderen nationalsozialistischen Verbrechen waren derart viele Menschen persönlich konfrontiert – als Opfer, Täter oder Zuschauer. Ab Januar 1942 wurden die ersten „Ostarbeiter“ mit Zügen ins Deutsche Reich deportiert. Zwangsarbeit wurde ebenfalls in den nationalsozialistischen Konzentrationslagern im Kriegsverlauf immer umfangreicher als eine Form der Ausbeutung und Vernichtung der Häftlinge eingesetzt.
Im Juni 1956 wurde in der Bundesrepublik Deutschland das „Bundesgesetz zur Entschädigung für Opfer der nationalsozialistischen Verfolgung“ (Bundesentschädigungsgesetz) verabschiedet. Es sprach Verfolgten, denen in der Zeit vom 30. Januar 1933 bis zum 8. Mai 1945 die Freiheit entzogen worden war, eine Entschädigung zu. Der Freiheitsentziehung gleichgestellt war Zwangsarbeit unter haftähnlichen Bedingungen (§ 43 Abs. 3 BEG). Im Ausland lebende sowie nicht rassistisch oder politisch Verfolgte waren aber weitgehend von Leistungen ausgeschlossen. Im parallel abgeschlossenen Londoner Schuldenabkommen wurden die Entschädigungen ausländischer Zwangsarbeiter rechtlich als Reparationen definiert und auf den Abschluss eines endgültigen Friedensvertrages verschoben.
Durch Globalabkommen mit Einzelstaaten sahen Regierung und Wirtschaft die Verantwortung Deutschlands und der deutschen Wirtschaft als erfüllt an.
Im Jahr 2000 hat der Deutsche Bundestag die Stiftung „Erinnerung, Verantwortung und Zukunft“ eingerichtet, die symbolische Entschädigungsleistungen für ehemalige ausländische Zwangsarbeiter sowie Sinti und Roma bereitstellte, die im Bundesentschädigungsgesetz nicht berücksichtigt worden waren.

## Ziele
Unfreie Arbeit vornehmlich ausländischer Arbeitskräfte war Bestandteil der Wirtschaft im Nationalsozialismus.
Ziele der Zwangsarbeit nach Kriegsbeginn waren vor allem:
- Arbeitsersatz der durch den Kriegseinsatz in der Wehrmacht in Deutschland fehlenden Männer
- Einsparungen für deutsche Firmen, da Zwangsarbeiter günstiger als reguläre Arbeiter waren
- Erhöhung der Staatseinnahmen durch von der Industrie zu übernehmende Verleihgebühren und „Ausländersonderabgaben“
- Vernichtung durch Arbeit (siehe auch unten)

## Historie

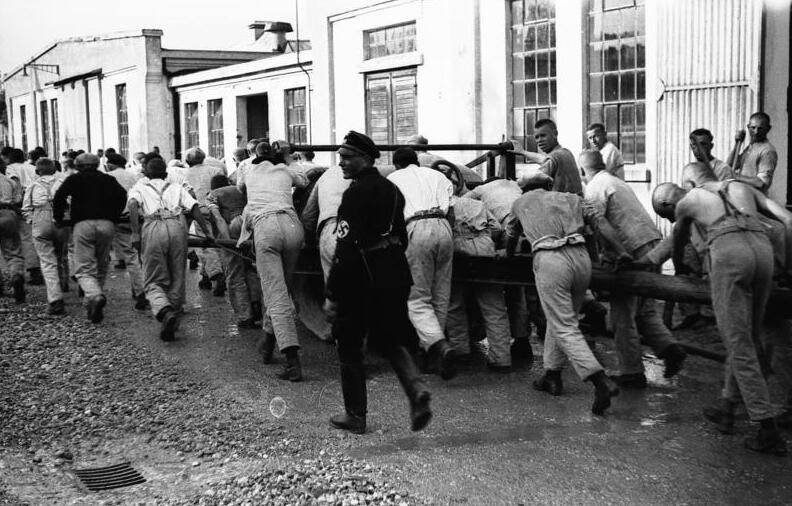
„Schutzhaftlager“ Dachau, Häftlinge bei der Zwangsarbeit, 24. Mai 1933

Die Nationalsozialisten inhaftierten beginnend ab 1933 willkürlich politische Gegner und später auch „Asoziale“, Landfahrer, Homosexuelle und angeblich „rassisch minderwertige“ Juden, Sinti und Roma (sogenannte „Zigeuner“) und Zeugen Jehovas (sogenannte Bibelforscher) in Arbeitslagern.
Die Bezeichnungen der Lager waren euphemistisch und je nach Zweck und Zuständigkeit auch im Zeitablauf unterschiedlich. Die ersten größeren Konzentrationslager wie das KZ Dachau und das KZ Oranienburg wurden ursprünglich „Schutzhaftlager“ genannt. In fast allen Konzentrationslagern, Arbeitslagern und Umerziehungslagern war harte Zwangsarbeit, willkürliche Misshandlung und teilweise Vernichtung durch Arbeit an der Tagesordnung.
In der Aktion „Arbeitsscheu Reich“ wurden bereits im April und Juni 1938 mehr als 10.000 sogenannte Asoziale durch Polizeidienststellen zur Zwangsarbeit in Konzentrationslager verschleppt.
Ab 1938 wurden reichsdeutsche Juden, nachdem ihnen durch Berufsverbote die freiwillige Aufnahmemöglichkeit von Arbeit eingeschränkt worden war, auch außerhalb des Lagersystems durch die Zentrale Dienststelle für Juden zum geschlossenen Arbeitseinsatz gezwungen. Dadurch sollte der Auswanderungsdruck auf sie erhöht werden.
Mit dem Überfall auf Polen 1939 begannen die Besatzer mit der Einrichtung von jüdischen „Wohnbezirken“/Ghettos im besetzten Polen. Die Einwohner wurden zur Arbeit verpflichtet, die wie alle Dinge des täglichen Lebens über die neu eingerichteten Judenräte organisiert wurde. Zur Kennzeichnung der jüdischen Polen wurde 1939 erstmals eine weiße Binde mit dem Judenstern eingeführt.
Im Januar 1942 befahl Göring mit Erlass vom 19. Dezember 1941 die Ostanwerbung und unterstellte alle Bewohner der besetzten Ostgebiete der öffentlichen Arbeitspflicht, da der Übergang zu einem Abnutzungskrieg zu einem dramatischen Arbeitskräftemangel in Deutschland geführt hatte. Die Anwerbung sollte in größtem Umfang in der Ukraine, Belarus und anderen besetzten sowjetischen Gebieten erfolgen und vormalige ideologische und volkstumspolitische Erwägungen gerieten in den Hintergrund.
Die deutsche Kriegswirtschaft, Industrie und Landwirtschaft wären ohne das Millionenheer deportierter Fremdarbeiter und Kriegsgefangener zusammengebrochen; deren Zahl stieg von 1,2 Millionen im Jahr 1941 auf 7,8 Millionen im Jahr 1944 – davon knapp fünf Millionen Menschen aus der Ukraine, Belarus und Polen.

## Betroffene Gruppen

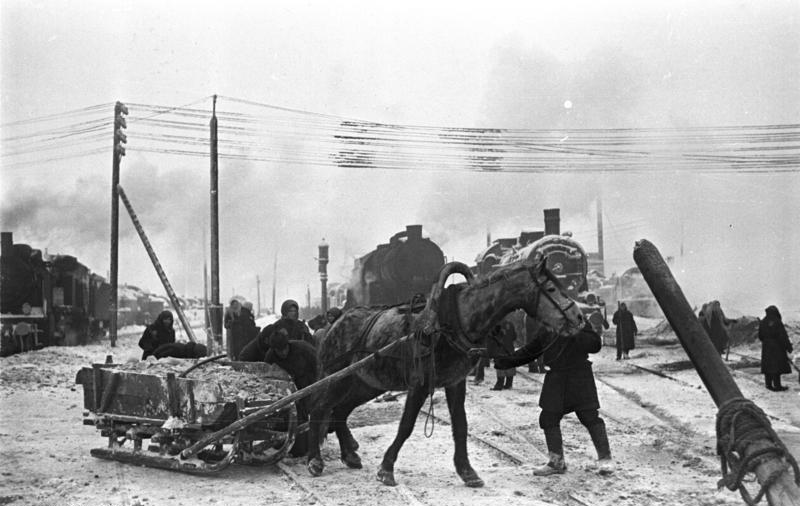
Jüdische Bürger von Orscha, die auf dem Bahnhofsgelände Zwangsarbeit leisten, werden für die Eis- und Schneebeseitigung eingesetzt, Februar 1942

In der nationalsozialistischen Zeit wurden die folgenden Personengruppen als Zwangsarbeiter herangezogen:
- Ausländische Zivilarbeiter, die freiwillig oder unter Zwang in das Deutsche Reich kamen oder zur Arbeit in ihrer Heimat oder in einem der von den Deutschen besetzten Länder eingesetzt wurden. Eine besonders entrechtete Gruppe unter ihnen bildeten die sog. Ostarbeiter. Zivilisten wurden zu Kriegsbeginn noch mit falschen oder beschönigten Versprechungen angeworben, waren über Quotenregelungen durch lokale ausländische Behörden (Beispiel: Service du travail obligatoire) in den besetzten oder abhängigen Gebieten zu stellen oder wurden von der deutschen Besatzungsmacht ausgehoben (Beispiel: Baudienst im Generalgouvernement).
- Kriegsgefangene der Wehrmacht. Kriegsgefangenen wurde die vorzeitige Entlassung angeboten, falls sie sich „freiwillig“ zum Arbeitseinsatz verpflichteten. Dadurch schieden diese aus dem durch das Internationale Komitee vom Roten Kreuz kontrollierten Schutzbereich der Genfer Konventionen aus, das die Behandlung der Kriegsgefangenen regelt.
- Inländische Häftlinge und Anstaltsinsassen unabhängig vom Grund (klassische Straftat, politische Gesinnung, Glaubenszugehörigkeit oder ethnische Zugehörigkeit) ihrer Inhaftierung.

Für deren Arbeitsverhältnisse war charakteristisch, dass es rechtlich durch den Arbeiter nicht aufzulösen war, dass der Arbeiter keinen Einfluss auf die Umstände seines Arbeitseinsatzes hatte und dass die Sterblichkeit aufgrund der überhöhten Arbeitsbelastung, der schlechten Versorgung und der menschenunwürdigen Behandlung erhöht war.
Zum Teil wird auch zwischen dem Einsatzort (nach Deutschland und Ausland) und der Art der Sammelunterkunft (Gefängnis, KZ, Ghetto, Arbeitslager etc.) unterschieden. Da Zwangsarbeiter häufig deportiert und verlegt wurden, führen diese Gruppierungen vermehrt zu Doppelzählungen.

## Kriegsgefangene als Zwangsarbeiter

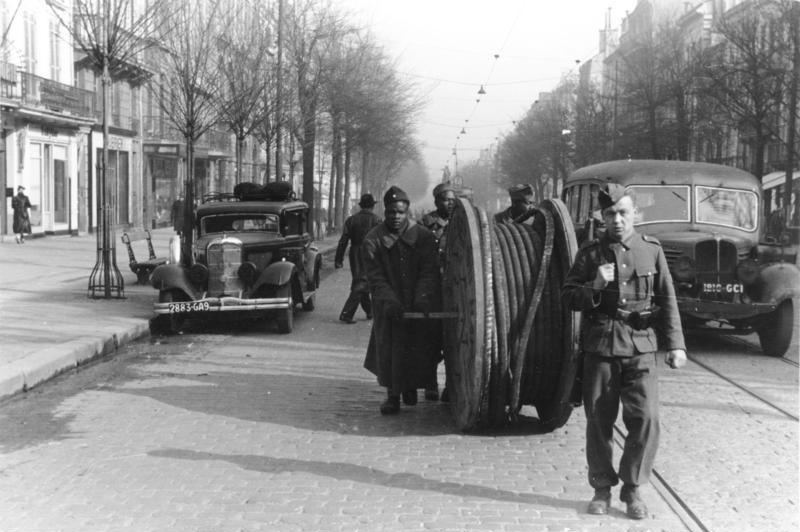
Französische Kriegsgefangene bei der Zwangsarbeit, Südfrankreich 1942, (Propagandaaufnahme der Wehrmacht)

Nicht selten wird die Meinung vertreten, dass Kriegsgefangene keine Zwangsarbeiter gewesen seien. Diese Position lässt sich so nicht aufrechterhalten. Hier ist differenziert zu prüfen, inwieweit die bestehenden völkerrechtlichen Normen – die Haager Landkriegsordnung von 1907 und die Genfer Konvention von 1929 – beim Arbeitseinsatz von Kriegsgefangenen beachtet wurden. Das Deutsche Reich verstieß hier massiv gegen das Völkerrecht; die Behandlung der verschiedenen Nationalitäten der Kriegsgefangenen war an der Rassenhierarchie der NS-Ideologie ausgerichtet. Kriegsgefangenen, vor allem aus Polen und der Sowjetunion, sowie italienischen Militärinternierten wurden die geltenden völkerrechtlichen Normen vorenthalten.
Dies gilt auch in Bezug auf deren Arbeitseinsatz. Eingeschränkt beachtet wurde aus gewissen außenpolitischen Rücksichtnahmen das Völkerrecht gegenüber französischen Kriegsgefangenen. Um die einengenden völkerrechtlichen Bestimmungen beim Arbeitseinsatz von Kriegsgefangenen zu umgehen, wurden viele Kriegsgefangenengruppen formal in den Zivilstatus versetzt. Davon betroffen waren u. a. die polnischen und ein Teil der französischen Kriegsgefangenen. War diese Umwandlung in den Zivilstatus bei anderen Nationalitäten nicht möglich oder gewollt, wurden die Gefangenen der Leistungsernährung unterworfen, d. i. die Koppelung der Lebensmittelration an die individuelle Arbeitsleistung.
Dies betraf insbesondere die circa 5,7 Millionen sowjetischen Kriegsgefangenen, von denen etwa 3,3 Millionen in deutscher Gefangenschaft umkamen. Nach dem Massensterben im Winter 1941/42 wurden sie umfassend als Zwangsarbeiter eingesetzt. Im Oktober 1942 leisteten 487.000 gefangene Rotarmisten Zwangsarbeit innerhalb der Grenzen des Deutschen Reiches, bis Januar 1945 waren es 750.000. Sie wurden in den verschiedensten Bereichen eingesetzt, vor allem in der Landwirtschaft, der Rüstungsindustrie sowie im Bergbau. Einzig gegenüber den angloamerikanischen Kriegsgefangenen wurden weitgehend die bestehenden völkerrechtlichen Bestimmungen eingehalten. Insofern ist davon auszugehen, dass Kriegsgefangene, die zur Arbeit eingesetzt wurden – außer der letztgenannten Gruppe – im völkerrechtlichen Sinne Zwangsarbeit verrichteten.

## Folgen der Zwangsarbeit
| Arbeitskräftegruppe                    | Sterblichkeit (pro Jahr) |
| -------------------------------------- | ------------------------ |
| Deutsche Arbeiter                      | 4 ‰                      |
| Dänische Arbeiter                      | 4 ‰                      |
| Italienische Arbeiter (1938–42)        | 3 ‰                      |
| Niederländische Arbeiter               | 10 ‰                     |
| Belgische Kriegsgefangene              | 6 ‰                      |
| Britische Kriegsgefangene              | 8 ‰                      |
| Französische Kriegsgefangene           | 8 ‰                      |
| Italienische Kriegsgefangene (1943–45) | 40 ‰                     |
| Sowjetische Kriegsgefangene            | ≈1000 ‰                  |
| KZ-Häftlinge                           | ≈1000 ‰                  |

### Diskriminierung

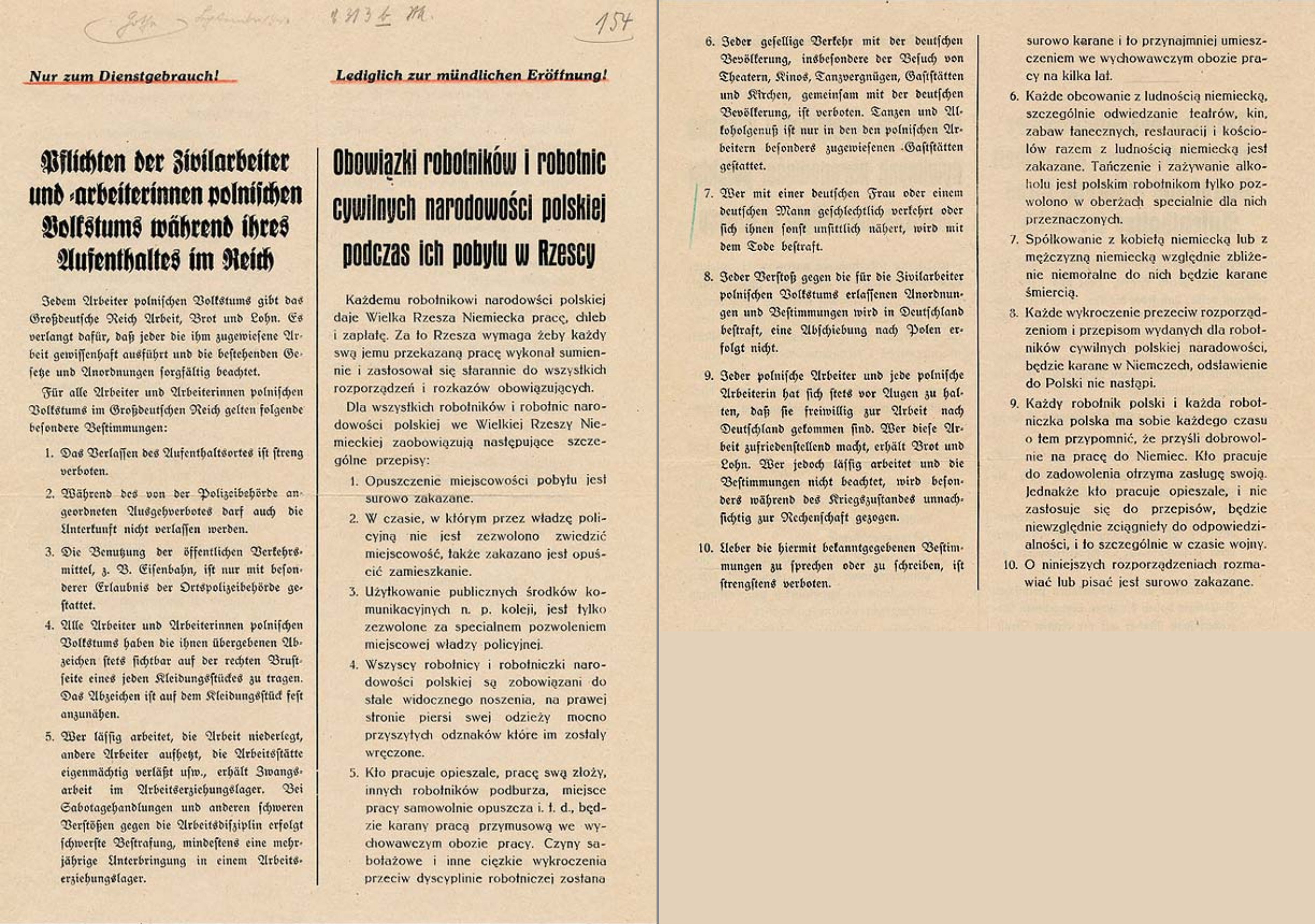
„Pflichten der Zivilarbeiter und -arbeiterinnen polnischen Volkstums während ihres Aufenthalts im Reich“

Der massenhafte Ausländer-Einsatz in Deutschland war für den NS-Staat von einem grundsätzlichen Widerspruch gekennzeichnet: Einerseits machte die Kriegswirtschaft es dringend notwendig, Zwangsarbeiter als Ersatz für die millionenfach eingezogenen deutschen Männer zu verwenden, insbesondere nach dem Scheitern der zunächst erfolgreichen Blitzkriegstrategie und der dann immer größer werdenden deutschen Verluste. Andererseits widersprach es der NS-Ideologie, Fremdvölkische in Deutschland zu beschäftigen.
Man fürchtete um die „Blutreinheit“ des deutschen Volkes und sah in der massenhaften Beschäftigung von feindlichen Ausländern im Reich sicherheitspolitische Gefahren. Dieser Widerspruch führte zur Ausgrenzung der Fremdvölkischen im Deutschen Reich und zu mit harten Strafen bedrohten Umgangsverboten, wie sie die Verordnung zur Ergänzung der Strafvorschriften zum Schutz der Wehrkraft des Deutschen Volkes festlegte. Insbesondere waren davon die als rassisch minderwertig verachteten Menschen aus Polen und noch stärker die aus der Sowjetunion betroffen. „Die von dem NS-Regime erlassene rassistische Hierarchie (in Bezug auf die Zwangsarbeitenden) stimmte dabei weitgehend mit der populären Vorurteilsstruktur der deutschen Bevölkerung überein.“
Mit den Polen-Erlassen und später mit den noch schärferen Ostarbeitererlassen wurden die Zwangsarbeiter aus dem Osten von der deutschen Bevölkerung isoliert. Zur Verhinderung der Spionage aber auch der Fraternisierung (sog. „Rassenschande“) durften Zwangsarbeiter nicht am gesellschaftlichen Leben mit Deutschen teilnehmen. Für die männlichen Zwangsarbeiter wurden spezielle Bordelle für „fremdvölkische Arbeiter“ errichtet.
Der Zugang zu Luftschutzbunkern wurde Kriegsgefangenen, Ostarbeitern und Polen ab 1942 grundsätzlich untersagt. Andere Nichtdeutsche durften nur in die Bunker, wenn diese nicht von der Zivilbevölkerung in Anspruch genommen wurden.
Ostarbeiterinnen waren bei industriellen Unternehmen begehrt, da sie leicht lenkbar und ihre Vergütungen niedrig waren und zudem die Schutzbestimmungen des Sozialversicherungsgesetzes für Frauen für diese nicht galten. Diese jungen Frauen waren auch oft schutzlos den sexuellen Nachstellungen von Lagerleitern, deutschen Vorgesetzten und ihren Landsleuten ausgesetzt.

### Ernährungssituation
1942 war neben 1945 die Versorgungslage der Zwangsarbeiter mit Lebensmitteln in Deutschland am kritischsten. In dieser Zeit verhungerten die meisten Zwangsarbeiter, da das Reichsministerium für Ernährung ihre Rationen drastisch kürzte. „Es war der Nahrungsmangel, weswegen die Zwangsarbeiter sogar dann noch in so großer Zahl umgebracht wurden, als sie bereits dringend für die Kriegsproduktion benötigt worden wären.“ Ab Ende 1942 stabilisierte sich die Lage wieder; die Rationen wurden allgemein erhöht, im Wehrwirtschafts- und Rüstungsamt im Oberkommando der Wehrmacht galt die Devise: „Es ist ein Trugschluß, daß man mit 200 ungenügend ernährten Menschen dieselbe Arbeitsleistung vollbringen könne wie mit 100 Vollernährten. Im Gegenteil: die 100 Vollernährten schaffen weit mehr, und ihr Einsatz ist wesentlich rationeller.“
Die Rationen der „Ostarbeiter“ wurden auf dem Papier jenen ungenügenden Rationen der Sowjetischen Kriegsgefangenen angepasst; lagen somit bewusst unter jenen nach internationalen Abmachungen und führten zu Fehl- und Mangelernährung und zu undokumentierten Todesfällen mit dieser Ursache. Die Diskriminierung der Ostarbeiter war neben den verringerten Rationen im Weiteren auch in der Unterbringung und den ihnen verweigerten Freiräumen frappant (Zitat nach Historikerkommission 2002).

### Entlohnung
Theoretisch wurde bei der Entlohnung «von den Lohnsätzen vergleichbarer deutscher Arbeiter» ausgegangen, doch wurden die Löhne stark besteuert, sowie Kost und Logis und weitere Kosten abgezogen. Bei den „Ostarbeitern“ wurde eine Abgabe für die Arbeitgeber eingeführt, diese «Ostarbeiterabgabe» entsprach der Lohndifferenz zu deutschen Arbeitern und sollte Entlassungen von deutschen Arbeitern zugunsten billiger Ostarbeiter verhindern. Die stets in geschlossenen Barackenlagern untergebrachten Ostarbeiter erhielten oft ein nur in ihrem Lager gültiges Lagergeld. Die Arbeitgeber durften für die Unterbringung der Ostarbeiter im Lager 1,50 RM abziehen. Auch Kriegsgefangene erhielten nur Lagergeld, während der eigentliche Lohn ans Stammlager ging.

### Kinder der Zwangsarbeiterinnen
Anfangs wurden schwangere Frauen aus Polen und der Sowjetunion noch in ihre Heimat zurückgeschickt. Ende 1942 vereinbarten Himmler und Sauckel, dass „gutrassige Kinder“ den Frauen entzogen und in besonderen Heimen als Deutsche erzogen werden sollten. „Schlechtrassige“ Kinder sollten in Kindersammelstätten zusammengefasst werden, für die eine „hochtrabende Bezeichnung“ einzuführen sei. In der Folge wurden zahlreiche sogenannte Ausländerkinder-Pflegestätten eingerichtet, in denen die Kinder systematisch vernachlässigt wurden und deshalb zahlreich starben. Ab Frühjahr 1943 kam es außerdem zu vielen Zwangsabtreibungen.

### Endphaseverbrechen
Kurz vor dem Zusammenbruch Deutschlands kam es 1945 zu einer Häufung an Gewalttaten, den sogenannten Endphaseverbrechen, die sich auch gegen Zwangsarbeiter richteten. Konzentrationslager wurden auf Todesmärschen von KZ-Häftlingen geräumt, wobei zurückbleibende Häftlinge ermordet wurden. Zwangsarbeiter wurden aus Angst vor deren Rache oder Zeugenaussagen ermordet sowie Dokumente und Beweise vernichtet.

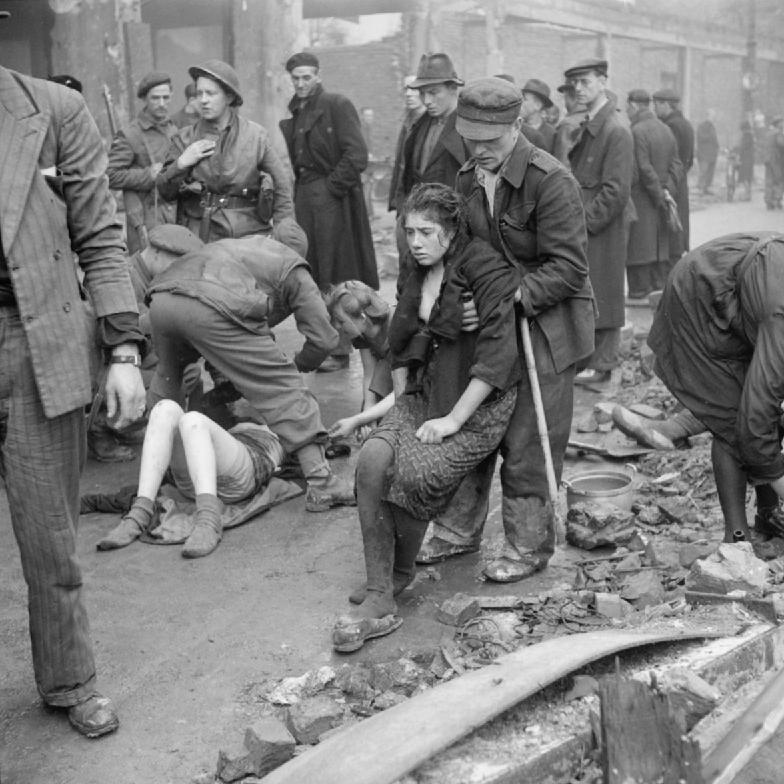
Ostarbeiterinnen in Osnabrück, vor der Ermordung gerettet, 7. April 1945
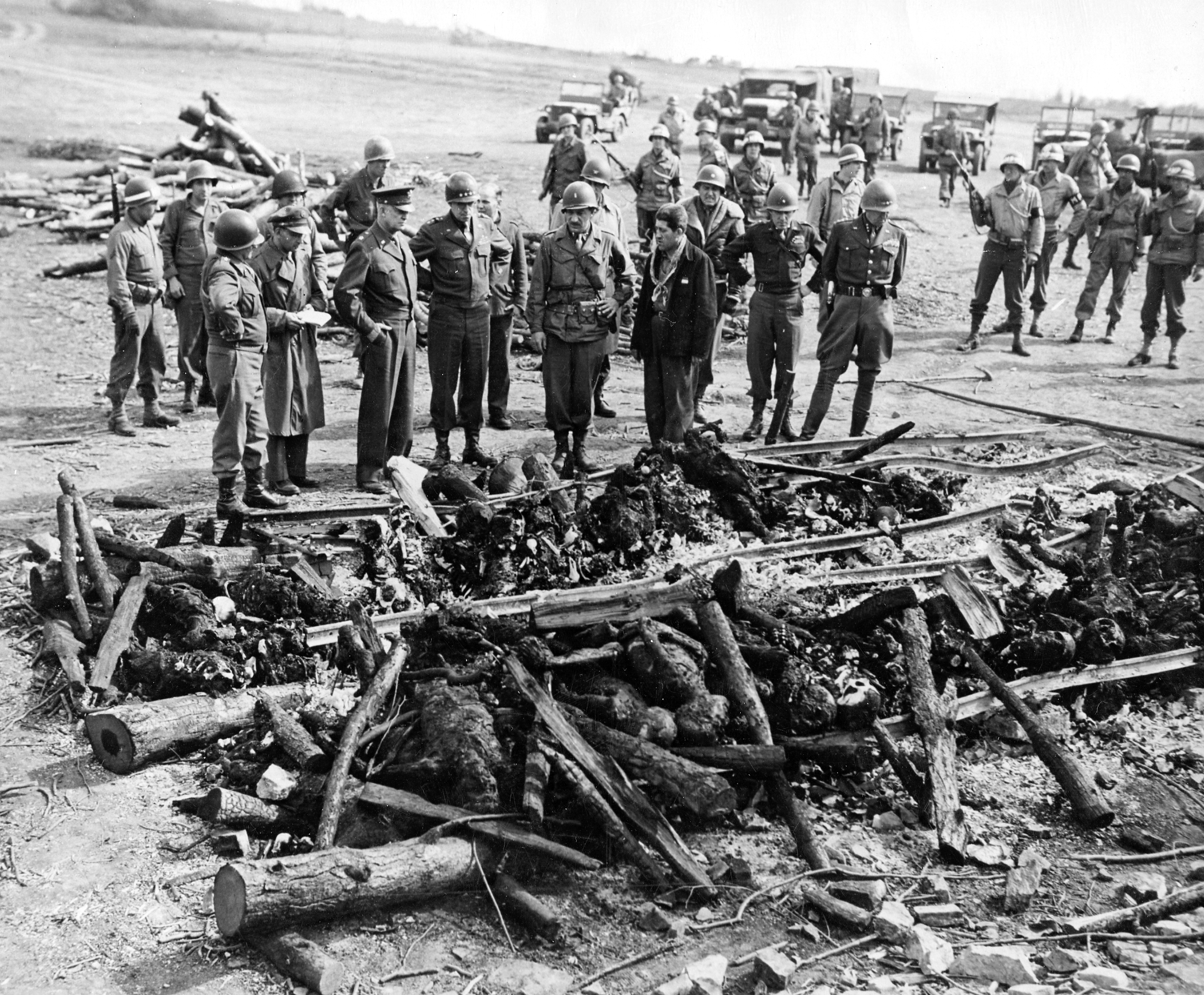
Inspektion eines Leichenberges im Lager Ohrdruf durch U.S. Generäle, 12. April 1945
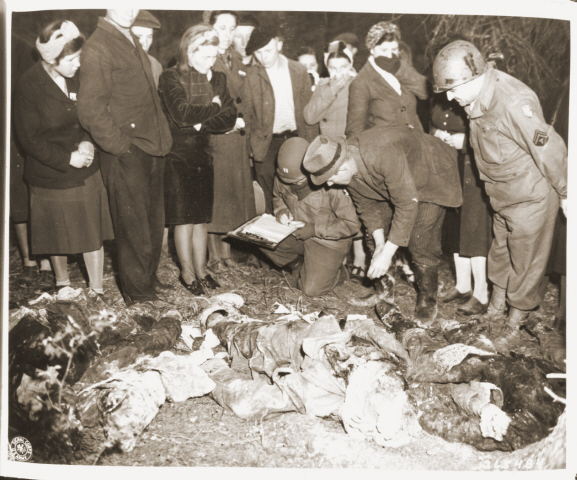
Exhumierung und Identifikation beim Massaker im Arnsberger Wald ermordeter sowjetischen Zwangsarbeiter,  3. Mai 1945

### Vermisste und Displaced Persons
Ab 1943 wurde durch das Hauptquartier der Alliierten Streitkräfte (Supreme Headquarters Allied Expeditionary Force, SHAEF) die Situation der Inhaftierten und Zwangsarbeiter untersucht. Zum Kriegsende mündete dies in die United Nations Relief and Rehabilitation Administration (UNRRA) und im Juni 1947 in die International Refugee Organization (IRO) als deren Nachfolgeorganisation. Daraus entstand der Internationale Suchdienst in Bad Arolsen, bei dem der Verbleib vermisster Personen erfragt werden kann.

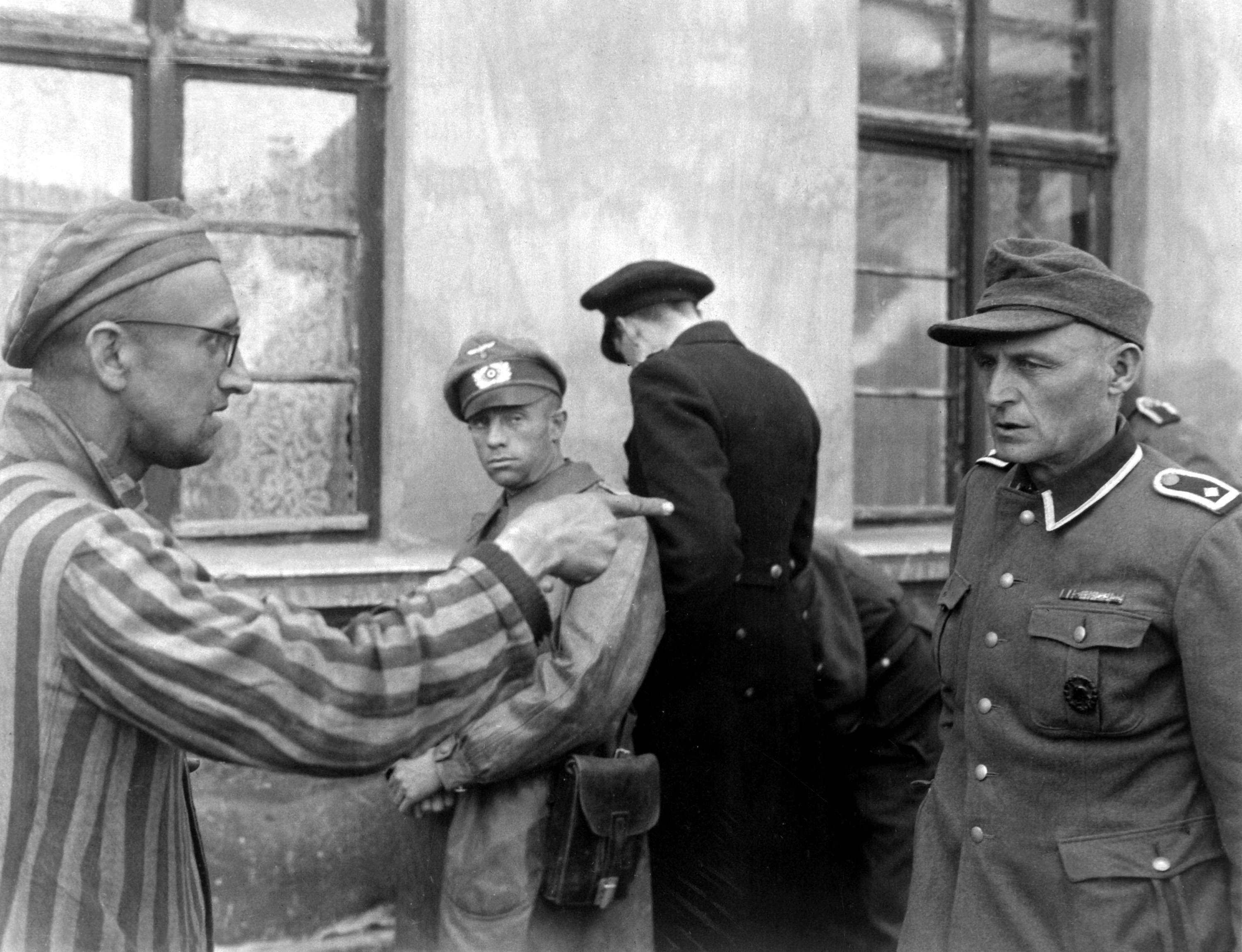
Sowjetischer Kriegsgefangener identifiziert Peiniger, KZ Buchenwald, 14. April 1945

Die befreiten Inhaftierten und Zwangsarbeiter wurden als Displaced Persons durch die Alliierten in DP-Lagern untergebracht und durch die United Nations Relief and Rehabilitation Administration (UNRRA) bzw. die Nachfolgeorganisation Internationale Flüchtlingsorganisation (IRO), das Joint Distribution Committee (JDC) und viele weitere Organisationen versorgt und betreut. In den ersten Monaten starben noch zahlreiche displaced Persons, da ihr Gesundheitszustand bei der Befreiung schlecht und die Versorgung mit Lebensmitteln, warmer Kleidung und Medikamenten durch die Alliierten mangelhaft war. Nach der Veröffentlichung des Harrison-Report besserten sich die Zustände.
Leichen aus Massengräbern wurden exhumiert, identifiziert und einzeln bestattet. Zeugen wurden befragt, Beweise und Dokumente festgehalten. Die im Rahmen der Ausländersuchaktion der UNRRA gewonnenen Erkenntnisse über Arbeits-, Konzentrationslager und Arbeitsstellen (ohne Kriegsgefangenenlager und Gebiet der Sowjetzone) wurden 1949 erstmals im Catalogue of Camps and Prisons (kurz: CCP) veröffentlicht.
Die Repatriierung der befreiten sowjetischen und polnischen Zwangsarbeiter gestaltete sich wegen ihrer Anzahl, der Verwüstungen in ihren Heimatländern und der politischen Umbrüche (Westverschiebung Polens, Ausbreitung kommunistischer Zwangsregime) schwierig. Teilweise wurden die Zwangsarbeiter in ihren Heimatländern fälschlich als Kollaborateure verfolgt und sogar hingerichtet.
Im Gesetz über die Rechtsstellung heimatloser Ausländer im Bundesgebiet (HAuslG) von 1951 wurden fremde Staatsangehörige und Staatenlose, die sich noch immer aufgrund von Verschleppung oder Flucht im Geltungsbereich des Grundgesetzes befanden, durch Antisdiskriminierungs- und Gleichstellungsvorschriften geschützt. Das letzte DP-Lager (Föhrenwald) konnte erst 1957 geschlossen werden.

## Akteure

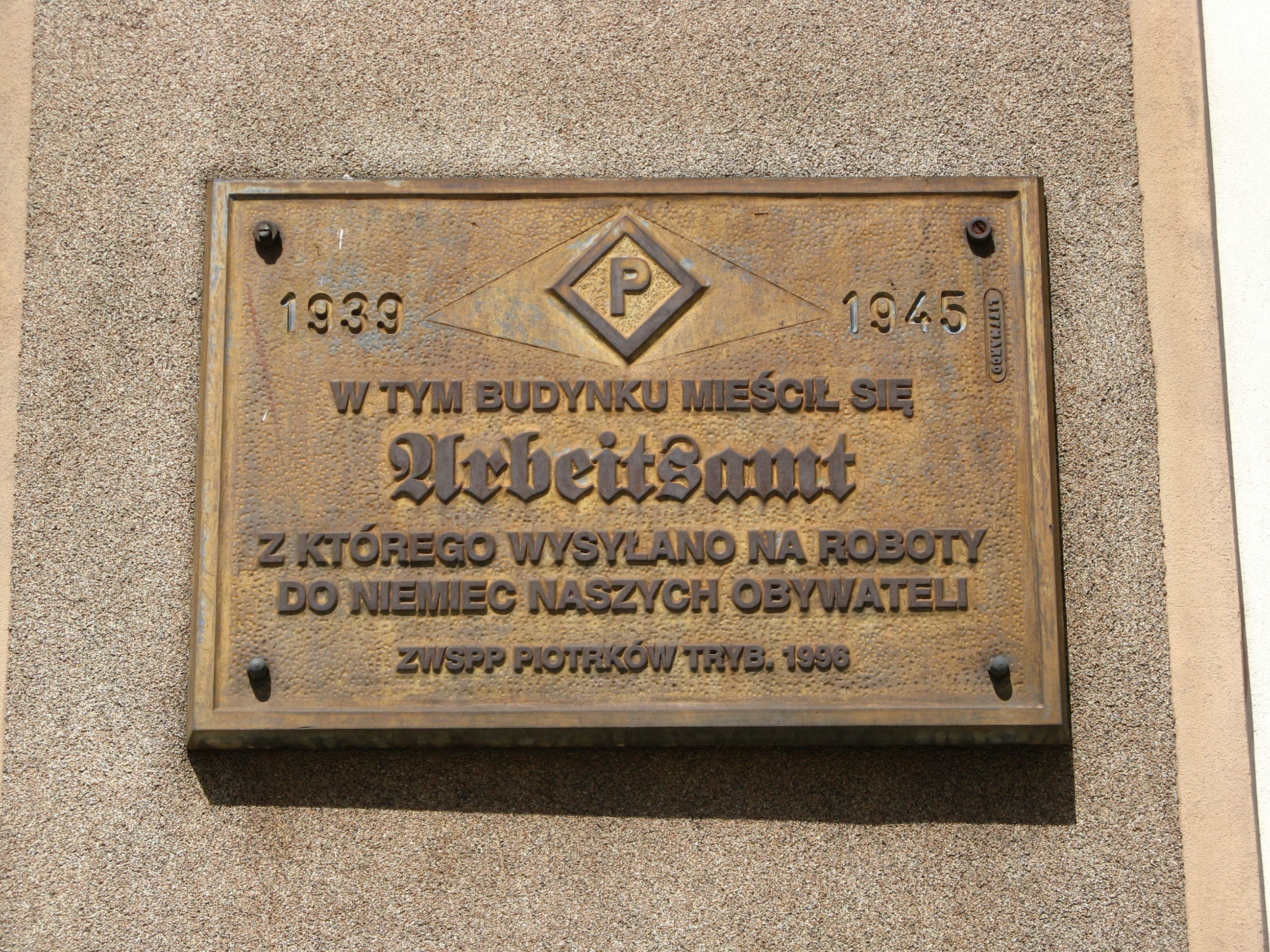
Gedenkinschrift Arbeitsamt 1939–1945 in Piotrków Trybunalski, Polen

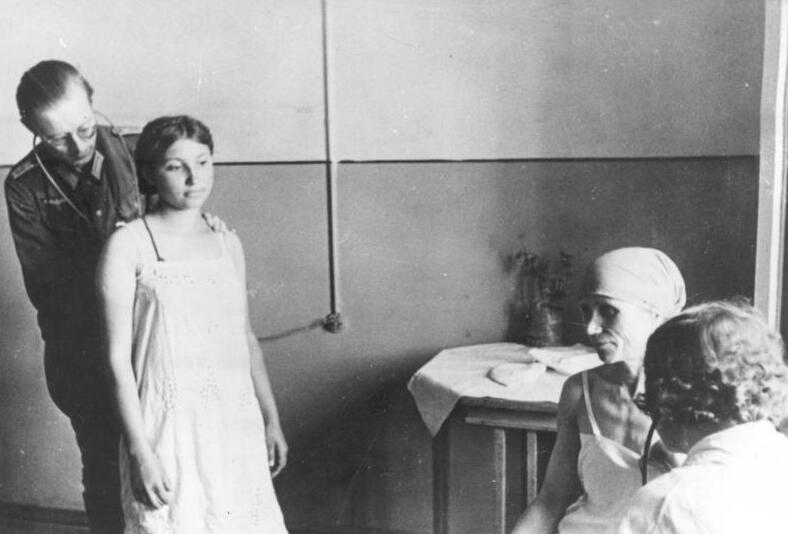
Arbeitstauglichkeitsuntersuchung im Arbeitsamt der Zivilverwaltung, Artemiwsk, Mai 1942, (Propagandaaufnahme Wehrmacht)

Die Reichsanstalt für Arbeitsvermittlung und Arbeitslosenversicherung organisierte ab 1938 im Rahmen eines geheimen Erlasses die systematische Erfassung und Rekrutierung von reichsdeutschen Juden zur Zwangsarbeit.
Zivilarbeiter und Kriegsgefangene aus Polen und Frankreich wurden zunächst über die Arbeitseinsatzabteilungen des Reichsarbeitsministeriums eingesetzt. Im Jahr 1942 wurde mit Fritz Sauckel auf dem neu geschaffenen Posten des „Generalbevollmächtigten für den Arbeitseinsatz“ eine zentrale Stelle geschaffen, die mit der Unterstellung zahlreicher Reichsbehörden in den besetzten Gebieten und einem Netz von Rekrutierungskommissionen rasch, effektiv und brutal wirkte. Der Rest des Reichsarbeitsministeriums wurde zur Rumpfbehörde.
| eingesetzt in            | Mitarbeiter der Arbeitseinsatzverwaltung Februar 1944 | Mitarbeiter der Arbeitseinsatzverwaltung Februar 1944 | Mitarbeiter der Arbeitseinsatzverwaltung Februar 1944 |
| eingesetzt in            | Männer                                                | Frauen                                                |                                                       |
| Frankreich               | 864                                                   | N/A                                                   |                                                       |
| Nordfrankreich/Belgien   | 258                                                   | N/A                                                   |                                                       |
| Niederlande              | 100 oder 109                                          | N/A                                                   |                                                       |
| Norwegen                 | 24                                                    | N/A                                                   |                                                       |
| Ostgebiete               | 998                                                   | N/A                                                   |                                                       |
| Serbien und Griechenland | 18                                                    | N/A                                                   |                                                       |
| Böhmen und Mähren        | 16                                                    | N/A                                                   |                                                       |
| Italien                  | 217                                                   | N/A                                                   |                                                       |
| Generalgouvernement      | 541                                                   | N/A                                                   |                                                       |
| Sonstige                 | 48                                                    | N/A                                                   |                                                       |

Die Ärzte waren je nach Funktion unterschiedlich in den Komplex der Zwangsarbeit im Dritten Reich und den besetzten Gebieten eingebunden. Sie waren als KZ-Ärzte oder Amtsärzte für die Arbeitstauglichkeitsprüfung, für die Entwesung, für die Einhaltung gesundheitlicher Arbeitsstandards, für die Einweisung ins Krankenhaus oder die Krankenstation usw. verantwortlich. Arbeitsunfähigen Zwangsarbeitern wurde unter dem Euphemismus Diätkost die knappe Nahrung weiter gekürzt. Der Lagerarzt war bei Strafen zu hören. Bei Zwangsarbeiterinnen wurden teilweise Zwangssterilisationen und Zwangsabtreibungen aus rassistischen und arbeitsökonomischen Gründen vorgenommen.
Im medizinischen Sektor selbst wurden Zwangsarbeiter in staatlichen, privaten und kirchlichen Krankenhäusern, Lazaretten, Pflege- und Erholungsheimen als kriegswichtig eingesetzt. Zu Lehr- und Forschungszwecken wurde von der Universität Göttingen um verstärkte Zuweisung von schwangeren fremdvölkischen Zwangsarbeiterinnen gebeten.

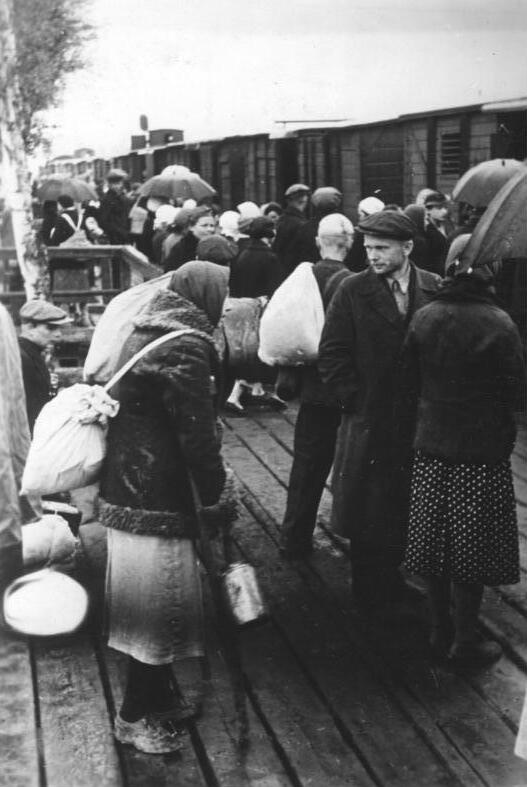
Sowjetische Zwangsarbeiter besteigen Güterzug, Juni 1942

Die Deutsche Reichsbahn führte die Transporte der Zwangsarbeiter aus Osteuropa nach Deutschland und der Juden, Sinti und Roma in die Konzentrationslager Polens in Viehwaggons und Güterzügen durch und beschäftigte selbst zahlreiche Zwangsarbeiter.
Für die Unterbringung der zivilen Fremdarbeiter waren Arbeitsamt, Deutsche Arbeitsfront und die Gewerbeaufsicht zuständig.
Die Wehrmacht nutzte die vorgefundene Zivilbevölkerung in den eroberten Gebieten zu Räum- und Schanzarbeiten. Die Kriegsgefangenen wurden in Kriegsgefangenenlager gebracht. Dort wurden sie dann aus Stammlagern nach den Anforderungslisten der Arbeitsämter in Gruppen, den sogenannten Außenlagern, Außenkommandos, Zechen und Betrieben aller Art zur Verfügung gestellt. Ab 1943 wurde die arbeitsfähige Zivilbevölkerung bei drohenden Gebietsverlusten im Rahmen der ARLZ-Maßnahmen nach Dringlichkeitsstufen (1. Bergbau- und Metallfacharbeiter, 2. Fach- und Spezialarbeiter, 3. Landwirtschaft und 4. sonstige) deportiert. 1944 beteiligte sich die Wehrmacht an der sogenannten Heuaktion, dabei wurden tausende von elternlosen Kindern unter fünfzehn in Weißrussland gefangen und nach Deutschland zur Zwangsarbeit bei der Organisation Todt und den Junkers Flugzeug- und Motorenwerke deportiert. In den Munitionsanstalten der Wehrmacht wurden Fremdarbeiter eingesetzt.
Neben deutschen Großunternehmen, wie z. B. Friedrich Krupp AG, Daimler-Benz, Dynamit Nobel, Friedrich Flick, die Quandt-Gruppe und IG Farben (die die Buna-Werke mit den Häftlingen des KZ Auschwitz III Monowitz errichteten), sowie zahlreichen mittelständischen Unternehmen, nutzten auch schillernde Unternehmensgründer wie Oskar Schindler und Walter Többens Zwangsarbeiter im In- und besetzten Ausland.

Die SS stellte das Verwaltungs- und Bewachungspersonal der Konzentrationslager und zugehöriger Außenlager und Kommandos. Sie gründete eigene Wirtschaftsbetriebe zur Ausbeutung der Gefangenen u. a. die Deutsche Erd- und Steinwerke GmbH (DEST), die 1940 in den Deutschen Wirtschaftsbetrieben (DWB) aufgingen. Das SS-Wirtschafts- und Verwaltungshauptamt verwaltete ab 1942 zentral diese Wirtschaftsbetriebe, in denen mehr als 40.000 Konzentrationslagerhäftlinge arbeiteten. 
Die Dienststelle Schmelt errichtete in Schlesien und dem Sudetenland ein System von bis zu 177 Arbeitslagern mit zeitweilig 50.000 hauptsächlich jüdisch-polnischen Zwangsarbeitern (sogenannte „Schmelt-Juden“) für den Bau der Reichsautobahn Berlin–Breslau–Krakau und den Einsatz in der Industrie.

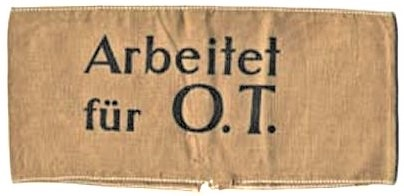
Armbinde der Organisation Todt

Die Organisation Todt war eine Organisation zur Durchführung von Schutz-, Rüstungs- und Infrastrukturmaßnahmen im Einflussbereich des Dritten Reiches. Sie griff bei ihren Bauprojekten in zunehmendem Maße auf Zwangsarbeiter, Kriegsgefangene und KZ-Häftlinge zurück. Im Jahr 1944 verfügte sie über 1.360.000 Arbeitskräfte. Ihr größtes Bauprojekt, der Atlantikwall, erstreckte sich von der Mündung der Gironde bis zum Nordkap. Im Osten wurden Verkehrswege, wie die Durchgangsstraße IV auch Straße der SS genannt von Berlin in den Kaukasus, mit zehntausenden von Zwangsarbeitern errichtet.

## Herkunftsländer (alphabetisch)

### Belgien
„Aus Belgien kamen bis Sommer 1941 zunächst 189.000 Arbeiter/innen freiwillig nach Deutschland. Nach der Einführung der allgemeinen Arbeitspflicht im Oktober 1942 folgten ihnen bis 1945 rund 200.000 weitere unter Zwang.“

### China
In Hamburg-St.-Pauli wurden nach Chinas Kriegserklärung gegen Deutschland Chinesen aus ihren Wohnungen verschleppt und u. a. im Hamburger Hafen als Zwangsarbeiter eingesetzt.

### Frankreich
In Deutschland wurden während des Zweiten Weltkrieges nach Abstimmung mit der Vichy-Regierung Franzosen zur Arbeit in Industrie, Handel und Landwirtschaft in unterschiedlicher Weise rekrutiert. Von den 1,6 Millionen französischen Kriegsgefangenen aus der Zeit von Mai/Juni 1940 waren am Kriegsende immer noch eine Million Personen als Arbeitskräfte in Deutschland eingesetzt. Als Zivilarbeiter wurden 850.000 bis 922.000 (freiwillige, dienstverpflichtete und Zwangsarbeiter) eingesetzt. Zu Zivilarbeitern wurden 200.000 Kriegsgefangene 1943 umgestuft.

### Griechenland
Auf Kreta wurden 20.000 verpflichtet, für die Besatzungsbehörden zu arbeiten, zum großen Teil unter harten Bedingungen in den Bergwerken, weitere 100.000 wurden von der Wehrmacht dienstverpflichtet, darunter ab 1943 auch 16-Jährige. Nach Deutschland wurden 23.000 Personen angeworben, anschließend weitere 12.000 als Zwangsarbeiter und 1.000 als Kriegsgefangene. Daraus ergibt sich eine Zahl von 155.000 Personen.

### Italien
Darunter waren ab Sommer 1943 etwa 600.000 italienische Militärinternierte (IMI). Den IMI wurde der für Kriegsgefangene geltende Schutz verweigert, ab Herbst 1944 wurden die meisten in ein Zivilarbeitsverhältnis überführt.

### Kroatien
Der 1941 nach dem Balkanfeldzug neu gebildete Unabhängige Staat Kroatien beließ orthodoxe Soldaten in der deutschen Kriegsgefangenschaft und deportierte serbische Frauen und Männer aus Kroatien zur Zwangsarbeit nach Deutschland in Ostarbeiterlager. „Serben“ galten der Wehrmacht als potentielle Widerstandskämpfer und die regierende Ustascha nutzte eine Praxis stiller ethnischer Säuberung.

### Niederlande
Die Anzahl der niederländischen Zwangsarbeiter wurde 1966 rückblickend auf etwa 395.000 geschätzt, seit 1979 geht man von mehr als 500.000 aus.
Etwa 50.000 von ihnen starben. Die größte Razzia fand in Rotterdam am 10. und 11. November 1944 statt. Bei dieser Razzia wurden 50.000 Männer verhaftet, von denen 40.000 zum Arbeitseinsatz nach Deutschland geschickt wurden und 10.000 Zwangsarbeit im Osten der Niederlande leisten mussten.

### Norwegen

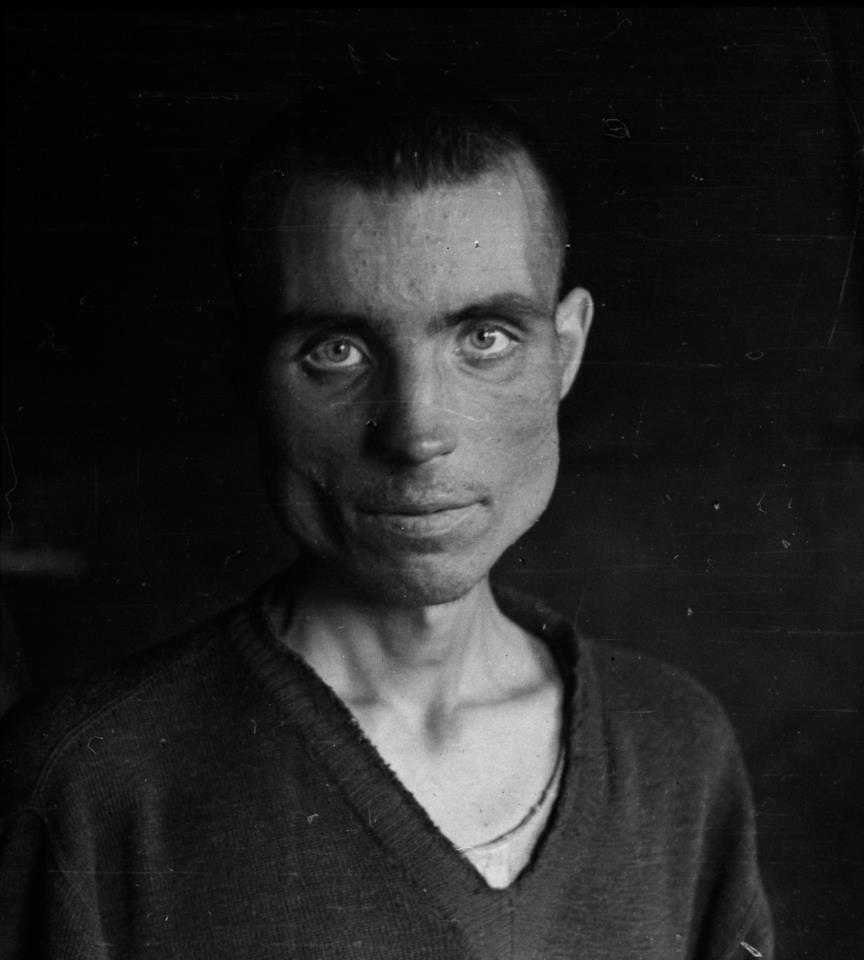
Befreiter sowjetischer Kriegsgefangener, Saltdal (Blutstraße), Mai 1945

Für den Arbeitskräftebedarf der deutschen Besatzungsmacht in Norwegen für den Bau von Befestigungsanlagen, für riesige industrielle Bauvorhaben zur Nutzung der Wasserkraft, Aluminiumproduktion für die Luftrüstung, den Ausbau der Reichsstraße 50 und der Polarbahn wurden nicht genügend einheimische Arbeiter gefunden. Von September 1941 an wurden insgesamt 102.000 sowjetische und polnische Kriegsgefangene nach Norwegen verschifft, hinzu kamen 4.000 Partisanen aus Kroatien und Serbien. Im Februar 1943 führten die Deutschen eine allgemeine Arbeitspflicht für Männer zwischen 18 und 55 Jahren und Frauen zwischen 21 und 40 Jahren ein.
Etwa 13.000 sowjetische, 2.600 jugoslawische und 160 polnische Gefangene starben in Norwegen durch Exekutionen oder als Folge von systematischer Unterversorgung, Misshandlung, Erschöpfung und an Krankheiten. Diese Zahl übersteigt die Gesamtzahl an zivilen und militärischen Opfern Norwegens im Zweiten Weltkrieg. Einige der berüchtigten Kriegsgefangenenlager in Nordnorwegen glichen Todeslagern.

### Polen
Die Zahl polnischer Zwangsarbeiter stieg von Oktober 1939 bis Beginn des Jahres 1940 auf 300.000 an. Nahezu 90 Prozent wurden in der Landwirtschaft eingesetzt. Insgesamt wurden in Deutschland 2,2 Millionen Polen, im „Warthegau“ 1,1 Millionen Polen und in den polnischen Ghettos mindestens 700.000 Juden als Zwangsarbeiter festgehalten.
Im Zeitraum 1939 bis 1945 leisteten insgesamt ca. 1,6 Millionen polnische Zivilisten und ca. 300.000 polnische Kriegsgefangene in Deutschland Zwangsarbeit.
Für die (südostpolnischen) Gemeinden und Städte wurden Quoten an Zwangsarbeitern festgesetzt. Nach Aussage einer Zeitzeugin dauerte der Transport mit Kutsche, LKW und Zug vom polnischen Heimatort nach Deutschland etwa zwei Wochen. Das zuständige deutsche Arbeitsamt verteilte die Zwangsarbeiter auf ihre Einsatzstellen.
Je nach Menschlichkeit und Gelegenheit der deutschen Arbeitgeber hatten die Zwangsarbeiter Freiheiten oder wurden ausgegrenzt und sehr schlecht behandelt. In Süddeutschland wurden die Zwangsarbeiter nach Einmarsch der Franzosen in einem Lager untergebracht. Nach einem Dreivierteljahr durften sie im Zug nach Polen zurückkehren.
Opfer sogenannter Sonderbehandlungen, z. B. nach intimen Kontakten mit Deutschen konnten im Rahmen der Polenerlasse oder Polenstrafrechtsverordnung ohne weitere Gerichtsverhandlung getötet werden.
Rolf Hochhuth hat über das Schicksal polnischer Zwangsarbeiter im Südwesten Deutschlands, Brombach bei Lörrach, den collagenartigen Roman Eine Liebe in Deutschland verfasst, der von Andrzej Wajda verfilmt wurde.

### Sowjetunion
Seit Ende 1941 wurden zwischen 22 und 27 Millionen Sowjetbürger als Zwangsarbeiter in den besetzten Gebieten und im Deutschen Reich eingesetzt.

### Ausländische Zwangsarbeiter im Reich
Im Spätsommer 1944 waren etwa ein Viertel der Arbeitskräfte in der gesamten deutschen Wirtschaft Zwangsarbeiter, Anfang 1945 stellten Ausländer ein Drittel der gesamten Arbeitskräfte in der Landwirtschaft. Etwa die Hälfte von ihnen waren Mädchen und Frauen.
Aus dem Ausland wurden nach Deutschland zur Zwangsarbeit verschleppt:
| Herkunftsland | Anzahl 1939 bis 1945 | Anzahl 1939 bis 1945 | Anzahl 1939 bis 1945 | Zwangsarbeiter per Aug/Sep 1944 | Zwangsarbeiter per Aug/Sep 1944 | Zwangsarbeiter per Aug/Sep 1944 |
| Herkunftsland | Gesamt               | Zivil                | Kriegsgefangene      | Gesamt                          | Zivil                           | Kriegsgefangene                 |
| Sowjetunion   | 4.725.000            | 2.775.000            | 1.950.000            | 2.758.312                       | 2.126.753                       | 631.559                         |
| Polen         | 1.900.000            | 1.600.000            | 300.000              | 1.688.080                       | 1.659.764                       | 28.316                          |
| Frankreich    | 2.335.000            | 1.050.000            | 1.285.000            | 1.254.749                       | 654.782                         | 599.967                         |
| Italien       | 1.455.000            | 960.000              | 495.000              | 585.337                         | 158.099                         | 427.238                         |
| Belgien       | 440.000              | 375.000              | 65.000               | 253.648                         | 203.262                         | 50.386                          |
| Niederlande   | 475.000              | 475.000              | –                    | 270.304                         | 270.304                         | –                               |
| Tschechien    | 355.000              | 355.000              | –                    | 280.273                         | 280.273                         | –                               |
| Serbien       | 210.000              | N/A                  | N/A                  | 37.607                          | 37.607                          | –                               |
| Kroatien      | 100.000              | 100.000              | –                    | 60.153                          | 60.153                          | –                               |
| Slowakei      | 100.000              | 100.000              | –                    | 37.607                          | 37.607                          | –                               |
| Dänemark      | 80.000               | 80.000               | –                    | 15.970                          | 15.970                          | –                               |
| Baltikum      | 75.000               | 75.000               | –                    | 44.799                          | 44.799                          | –                               |
| Ungarn        | 45.000               | 45.000               | –                    | 24.263                          | 24.263                          | –                               |
| Sonstige      | 440.000              | 440.000              | –                    | 199.437                         | 199.437                         | –                               |

Für den Einsatz außerhalb des Reichsgebietes existieren keine seriösen Zahlen. Sie dürften nach Ansicht der Militärhistoriker Michael Epkenhans und John Zimmermann um ein Vielfaches höher liegen als die etwa 13,5 Millionen ausländischen Arbeitskräfte auf dem Gebiet des Großdeutschen Reiches.

### Deportationen vor der Räumung eines besetzten Gebietes
Nach den Vorschriften zur Auflockerung, Räumung, Lähmung und Zerstörung vor der militärischen Räumung besetzter Gebiete hatte die Wehrmacht, kurz, ARLZ-Maßnahmen auch die Deportation der örtlichen Zivilbevölkerung in die Zwangsarbeit im Reichsgebiet durchzuführen. Das wurde auch als Greifaktionen bezeichnet.

## Einsatzgebiete
Zwangsarbeiter wurden in allen Bereichen eingesetzt, in der Landwirtschaft, im Handwerk, für die Kirche, in der Industrie, besonders der Rüstungsindustrie, im staatlichen Sektor und bei der SS. So war das Siemenslager Ravensbrück ein Teil des Lagerkomplexes des Frauen-Konzentrationslagers Ravensbrück, das von dem Reichsluftfahrtministerium, Siemens & Halske und der SS errichtet wurde. Weibliche Häftlinge mussten dort Zwangsarbeit für kriegswichtige Erzeugnisse von Siemens & Halske leisten.

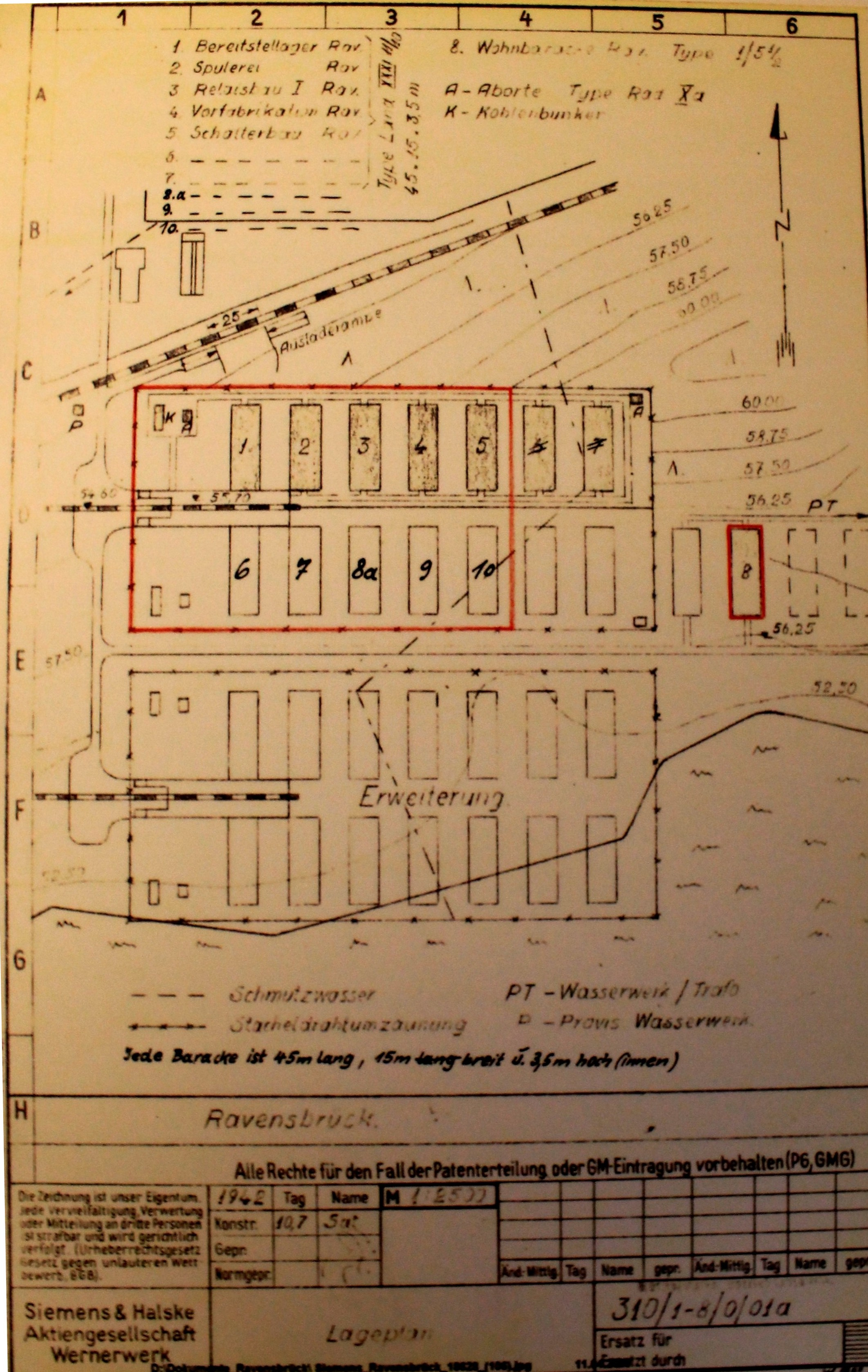
Frauen-KZ Ravensbrück, Erweiterung des Siemenslagers, Zeichnung von Siemens & Halske, Wernerwerke vom 10. Juli 1942

Die Zwangsarbeit reichte sogar bis in die Familien, wo junge Frauen aus Osteuropa als Haushaltshilfen und Kindermädchen eingesetzt wurden.
In der bäuerlichen Landwirtschaft des Dritten Reiches war die Ernährungssituation für die Zwangsarbeiter besser und auch die Vorschriften der Ostarbeitererlasse konnten dort nicht vollständig umgesetzt werden.
Im kriegswichtigen Bergbau wurden in großem Umfang Zwangsarbeiter eingesetzt. In den Höchstzeiten des Zwangseinsatzes im Sommer 1944 waren es reichsweit um die 430.000 Zivilarbeiter und Kriegsgefangene. Davon waren allein 120.000 sowjetische Gefangene, „Ostarbeiter“ und italienische Militärinternierte im Ruhrbergbau beschäftigt.
Weiterhin arbeiten an der Ruhr Kroaten (14.434), Galizier (11.299) und Dänen (1535). Einige Quellen sprechen von über 350.000 Zwangsarbeitern auf den dortigen Zechen, bei etlichen Betrieben bestanden über 45 % der Belegschaft aus zur Arbeit gezwungenen Menschen.
Zwangsarbeiter wurden beim Bau von Militäranlagen eingesetzt. Die bekanntesten Großprojekte waren der Westwall, der Atlantikwall, die U-Boot-Bunker, Luftschutzanlagen und die Untertageverlagerung von kriegswichtigen Industrieteilen (siehe auch KZ Mittelbau-Dora).
Nach Luftangriffen wurden Zwangsarbeiter zur Brandlöschung, Trümmerbeseitigung, Leichenbergung, Hilfe bei der Beisetzung und zur Beseitigung der Schäden herangezogen.
Zwangsarbeiter wurden für die Sprengstoffproduktion beispielsweise in den Werken Krümmel und Düneberg bei Geesthacht sowie Werk Tanne östlich von Clausthal-Zellerfeld eingesetzt.

„In der zweiten Kriegshälfte galt der Arbeitseinsatz als vordringliche Aufgabe der Konzentrationslager. Im Mai 1944 gab Hitler den Befehl, ungarische jüdische Häftlinge für die anfallenden Arbeiten in der Rüstungsindustrie heranzuziehen, so dass im Sommer 1944 100.000 ungarische Juden in die Lager gelangten. Für ihre Behandlung gab Sauckel, der Generalbevollmächtigte für den Arbeitseinsatz, die Richtlinie aus: „Alle diese Menschen müssen so ernährt, untergebracht und behandelt werden, dass sie bei denkbar sparsamsten Einsatz die größtmöglichste Leistung erbringen.““

In einem Außenlager des KZ Neuengamme, dem Lager Bilohe der Muna Lübberstedt arbeiteten 500 jüdische Ungarinnen, die mit einem Transport aus dem KZ Auschwitz kamen, in der Herstellung von Luftwaffenmunition, von Ende August/Anfang September 1944 bis zum Kriegsende.

„Die Transportgrößen schwankten zwischen 1500 und 3800 Personen. Auch als diese Häftlinge in bereitstehende Waggons gepfercht wurden, spielten sich erschütternde Szenen ab. So versuchten die wegen körperlicher Schwäche und somit für den Tod ausgesonderten Frauen die Waggons zu stürmen, um ebenfalls zum Arbeitseinsatz zu kommen und der Hölle von Auschwitz zu entgehen.“

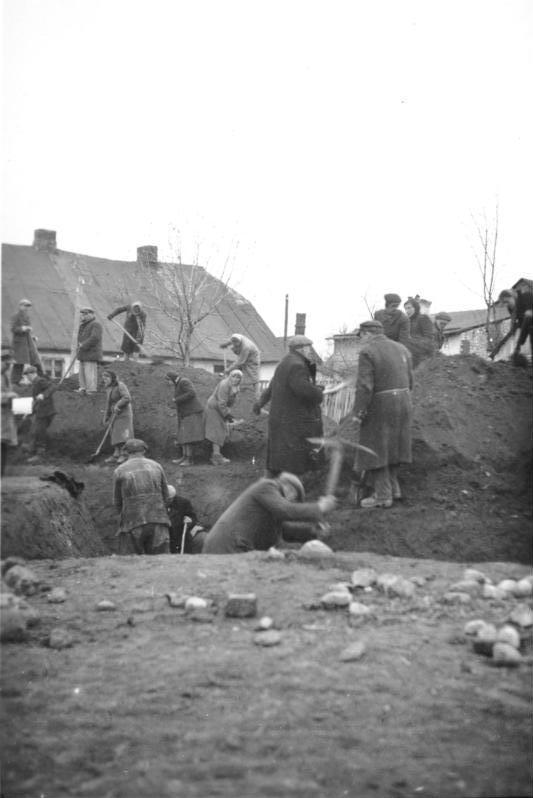
Juden bauen Luftschutzgräben unter Aufsicht des RAD, Uniejow, Polen, Mai 1941
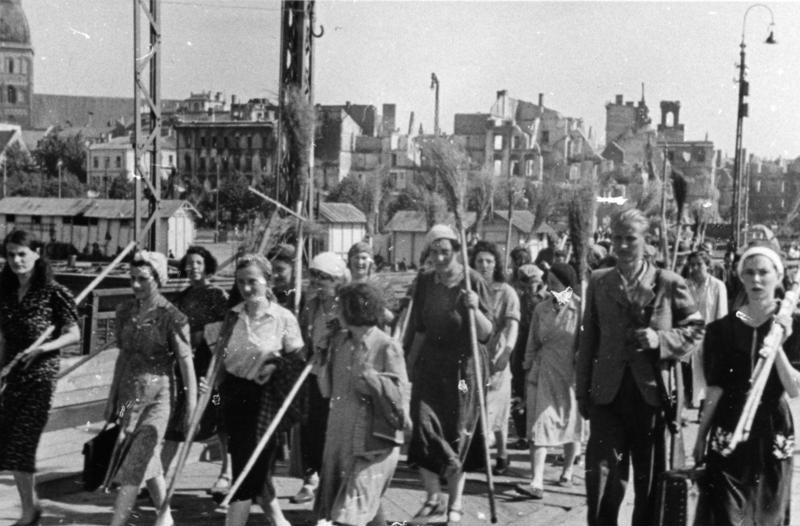
Paramilitärischer Selbstschutzmann mit Arbeiterinnen, Riga, 11. Juli 1941 (Propagandaaufnahme Wehrmacht)
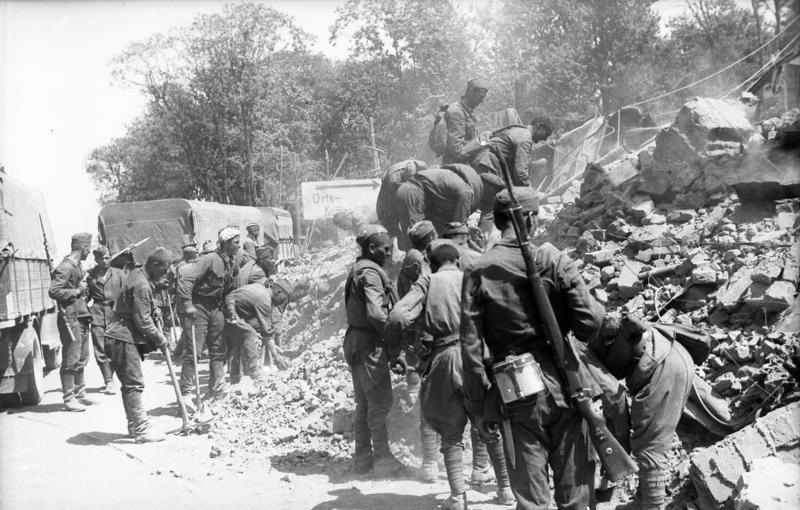
Kriegsgefangene Sowjets räumen den Weg für Wehrmachtkolonne frei, Minsk, Juli 1941 (Propagandaaufnahme Wehrmacht)
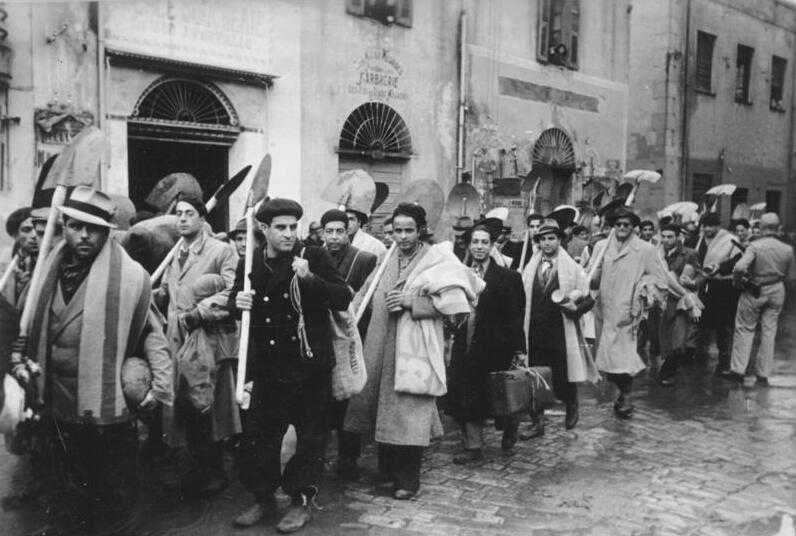
„Juden müssen arbeiten“, Tunis, Dezember 1942 (Propagandaaufnahme Wehrmacht)
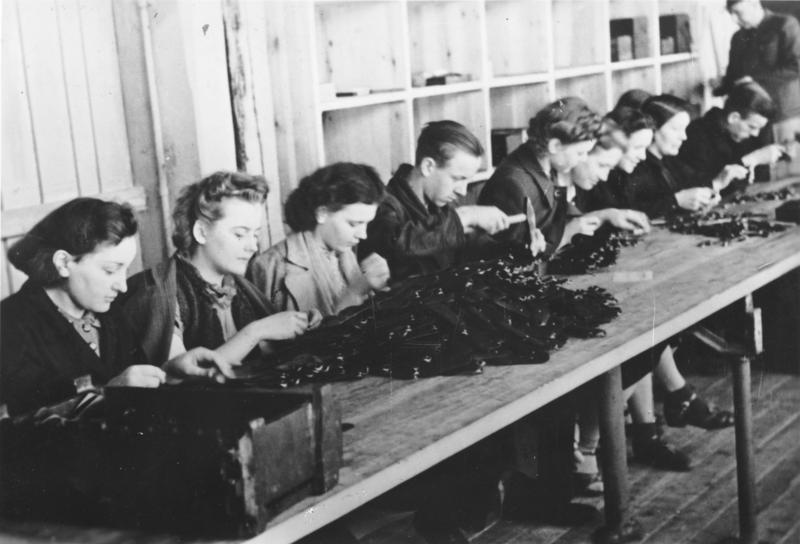
Zwangsarbeiter in Gewehrfabrik, Polen (Propagandaaufnahme Wehrmacht)
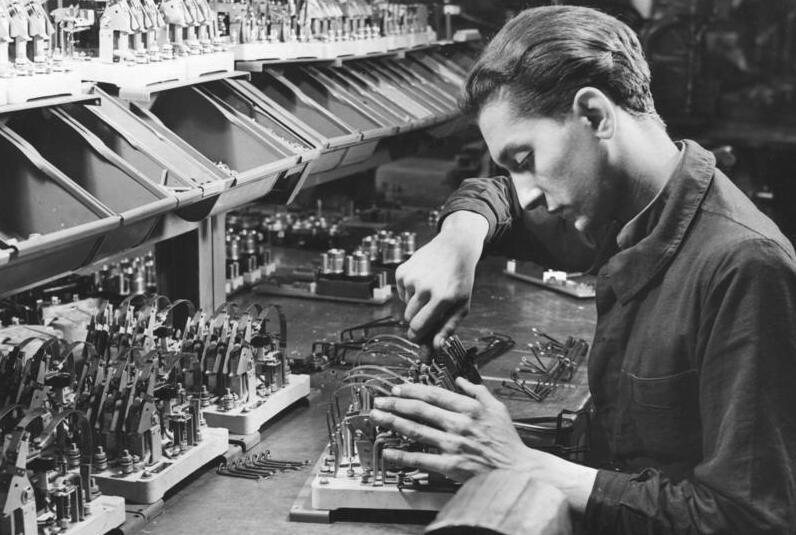
Französischer Mechaniker bei Siemens in Berlin, 1943
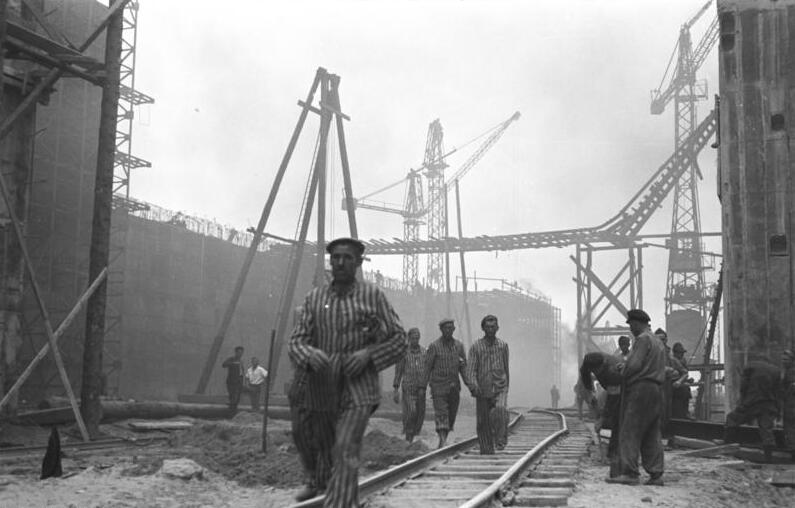
Häftlinge beim Bau des U-Boot-Bunker Valentin in Bremen-Rekum, 1944
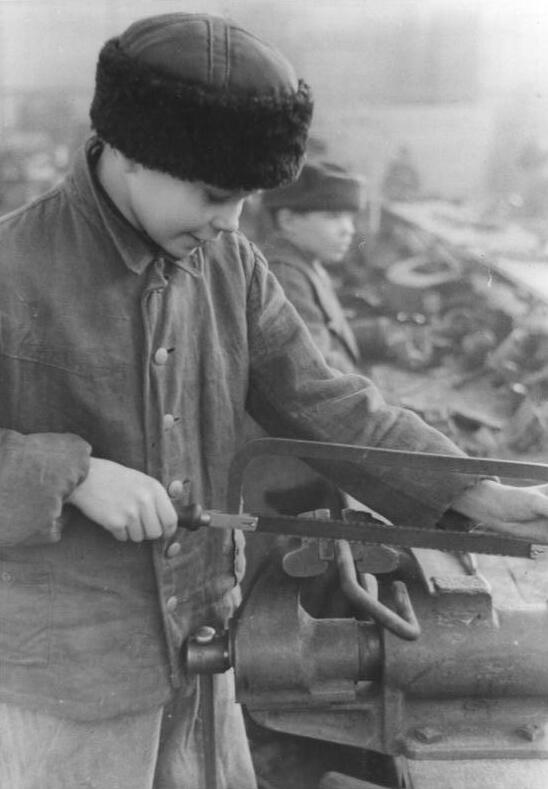
14-jähriger Ukrainer im Kraftfahrinstandsetzungs-werk der Wehrmacht, Berlin, Januar 1945
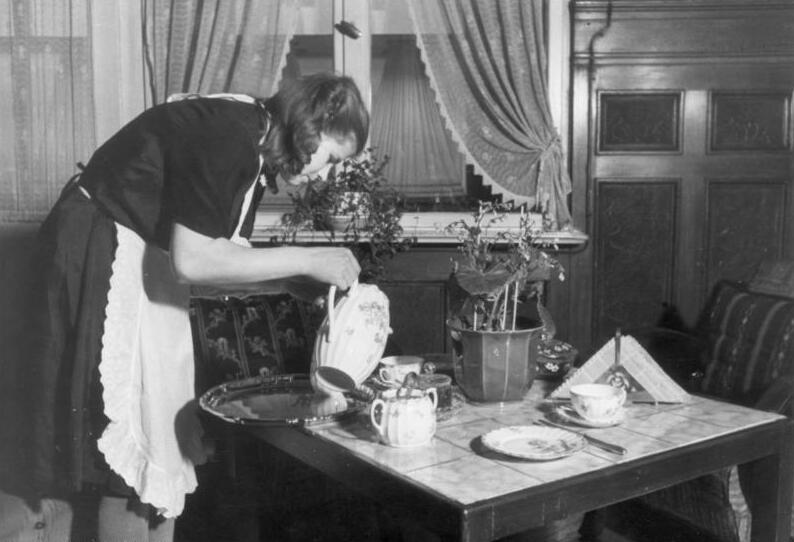
Ostarbeiterin aus Kiew im Haushalt, Januar 1945 (SS-Propagandabild)
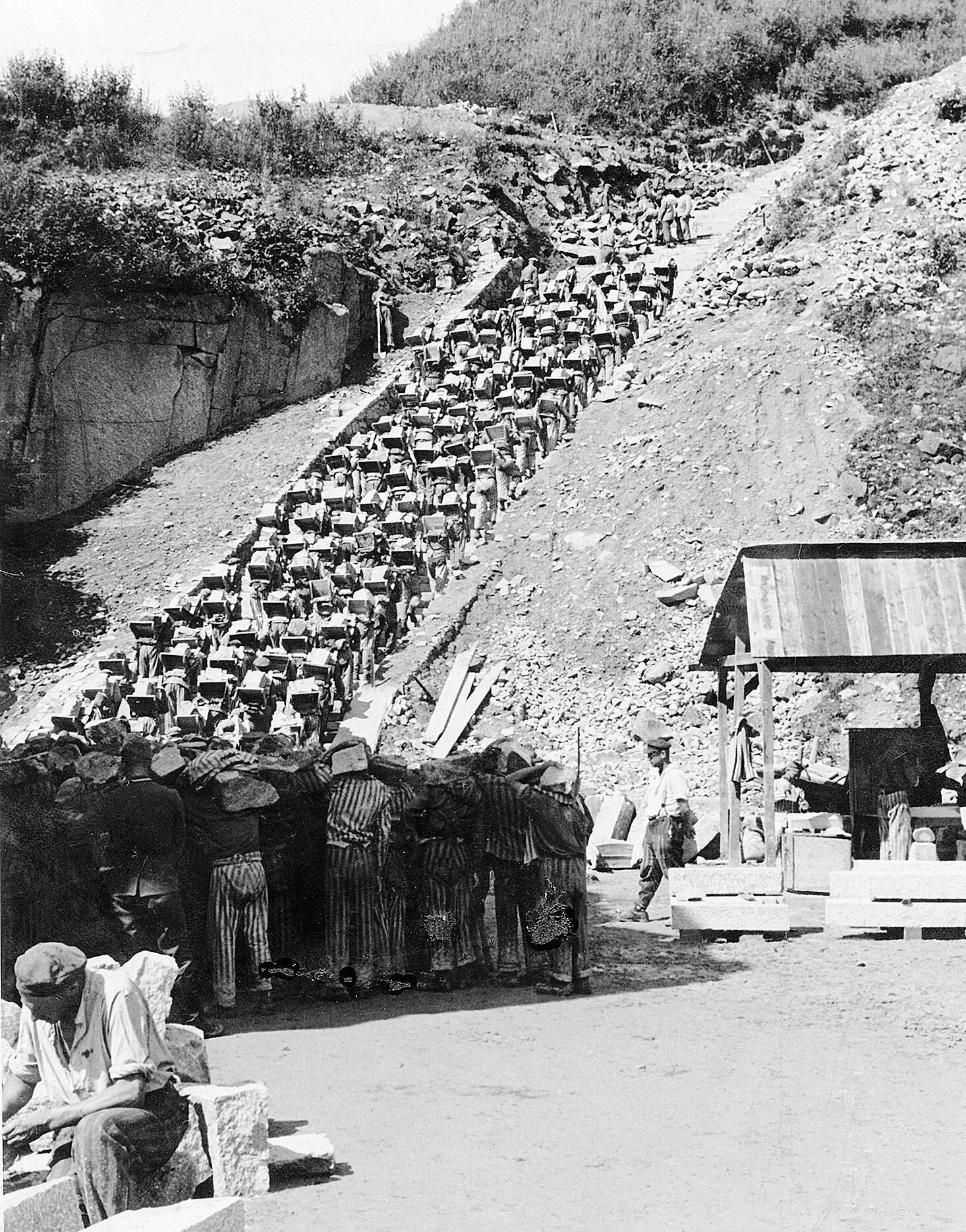
„Todesstiege“ im Steinbruch des KZ Mauthausen

## Einsatzorte und Lagerstandorte
Zwangsarbeiter wurden von Afrika bis zum Nordkap und von der Bretagne bis Russland durch das Dritte Reich eingesetzt. Es gab allein im Reich etwa 20.000 Lager, die sich teilweise in Gaststätten, Kinos, Schulen, Scheunen, Kellern und auf Dachböden befanden und Zwangsarbeiter zum Alltagsbild in den Städten gehörten.
Siehe auch folgende Regionalbeschreibungen:
- NS-Zwangsarbeit im Raum Berlin
- NS-Zwangsarbeit in Bochum und Wattenscheid
- NS-Zwangsarbeit in Bremerhaven und Wesermünde
- NS-Zwangsarbeit im Bereich Büdingen
- NS-Zwangsarbeit im Raum Hamburg
- NS-Zwangsarbeit in Hattingen
- NS-Zwangsarbeit in Kiel
- NS-Zwangsarbeit im Münsterland
- NS-Zwangsarbeit im Bereich Oberndorf am Neckar
- NS-Zwangsarbeit in Schleswig-Holstein

Siehe auch folgende Auflistungen:
- Liste der Konzentrationslager des Deutschen Reichs
- Liste der Ghettos in der Zeit des Nationalsozialismus
- Liste der Kriegsgefangenenlager der Wehrmacht

## Aufarbeitung

### Juristische Aufarbeitung

#### Strafprozesse

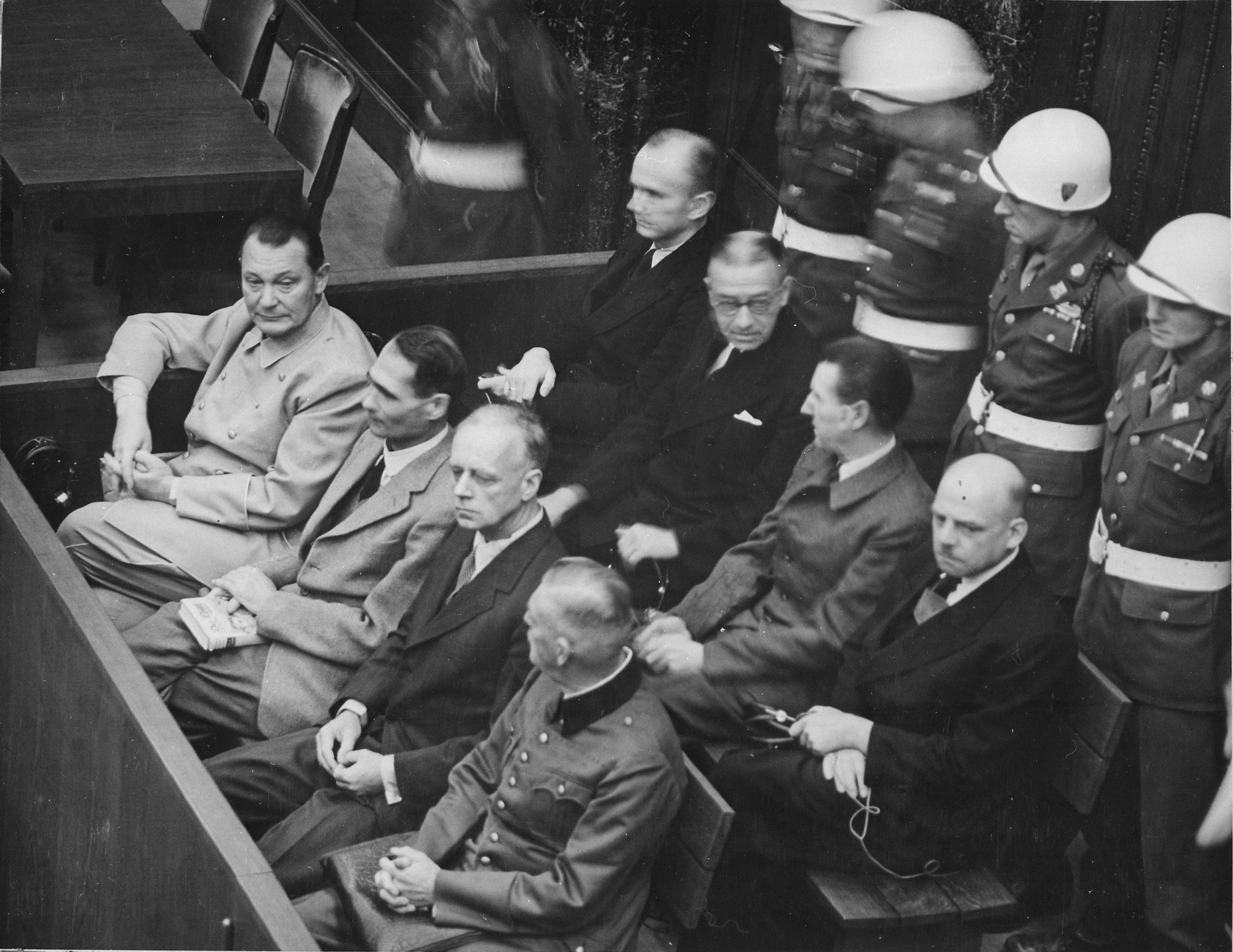
Fritz Sauckel (2. Reihe ganz re.) auf der Anklagebank im Nürnberger Hauptkriegsverbrecherprozess (vordere Reihe v. l. n. r.: Hermann Göring, Rudolf Heß, Joachim von Ribbentrop, Wilhelm Keitel, dahinter: Karl Dönitz, Erich Raeder, Baldur von Schirach)

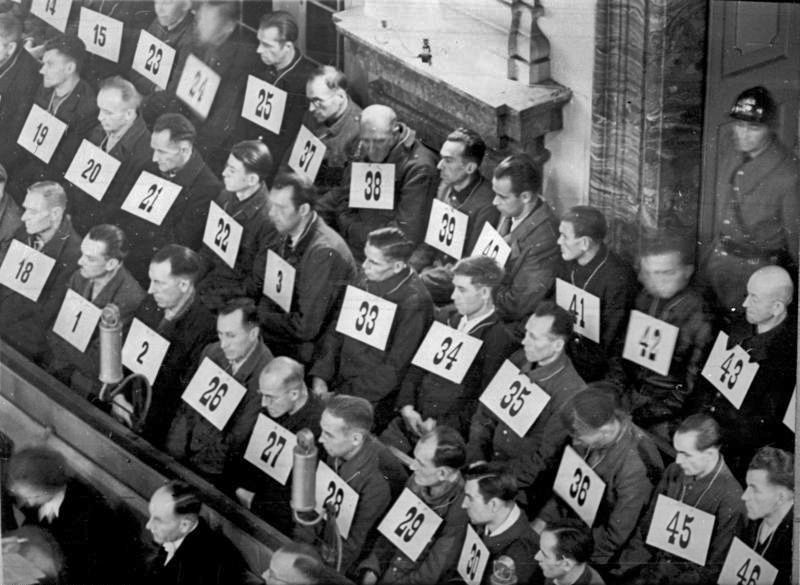
Angeklagte, Rastatter Prozesse, 1946

Angesichts der Gräueltaten in den von den Achsenmächten Deutschland, Japan und Italien besetzten Ländern wurde auf Initiative von neun Londoner Exilregierungen im Jahr 1943 die United Nations War Crimes Commission (UNWCC) ins Leben gerufen. Der Auftrag bestand in der Beweissicherung, Zusammenstellung von Täterlisten, Berichten an die Regierungen und Strafprozessvorbereitungen zu Kriegsverbrechen. Zu diesen Kriegsverbrechen zählte auch die Verschleppung, Versklavung, Misshandlung und Tötung von Zivilisten und Kriegsgefangenen in Arbeits- und Konzentrationslagern (Verbrechen gegen die Menschlichkeit).
Im Nürnberger Prozess gegen die Hauptkriegsverbrecher wurden an 60 von 218 Verhandlungstagen Verbrechen im Zusammenhang mit Zwangsarbeit und Deportation erörtert. Der Einsatz von ausländischen Zwangsarbeitern in der Kriegsrüstung galt als Verstoß gegen die Haager Landkriegsordnung Art. 46 und 52.
Der Generalbevollmächtigte für den Arbeitseinsatz Fritz Sauckel wurde wegen Kriegsverbrechen und Verbrechen gegen die Menschlichkeit zum Tode verurteilt und am 16. Oktober 1946 hingerichtet.
In neun der zwölf Nürnberger Nachfolgeprozesse wurde insbesondere die Zusammenarbeit der großen Akteure aus Industrie, NS-Staat, Wehrmacht und NSDAP bei der Planung des Zwangsarbeitereinsatzes und der Ausbeutung der Zwangsarbeiter für wirtschaftspolitische Ziele während des Krieges im Mittelpunkt. Es kam zu zahlreichen Verurteilungen wegen Versklavung, Misshandlung, Einschüchterung, Folterung und Ermordung der Zivilbevölkerung und wegen der planmäßigen Ausbeutung von Zwangsarbeitern und KZ-Gefangenen aus einzelnen Ländern.
Weitere bedeutende Prozesse waren die Rastatter Prozesse (u. a. zum KZ Natzweiler, KZ Dachau und Auschwitz), die Frankfurter Auschwitzprozesse, der Krakauer Auschwitzprozess, die Dachauer Prozesse, die Ravensbrück-Prozesse, der Bergen-Belsen-Prozess, die Neuengamme-Prozesse, Prozesse in der Sowjetunion durch den NKWD und Prozesse gegen Einzelpersonen wie Eichmann-Prozess und in Warschau gegen Rudolf Höß.
In Deutschland fand 1948 der Kamienna-Prozess und 1949 der Tschenstochau-Prozess in Leipzig wegen Zwangsarbeit bei der privatwirtschaftlichen HASAG statt. Es kam zu zahlreichen Verurteilungen.

#### Zivilprozesse

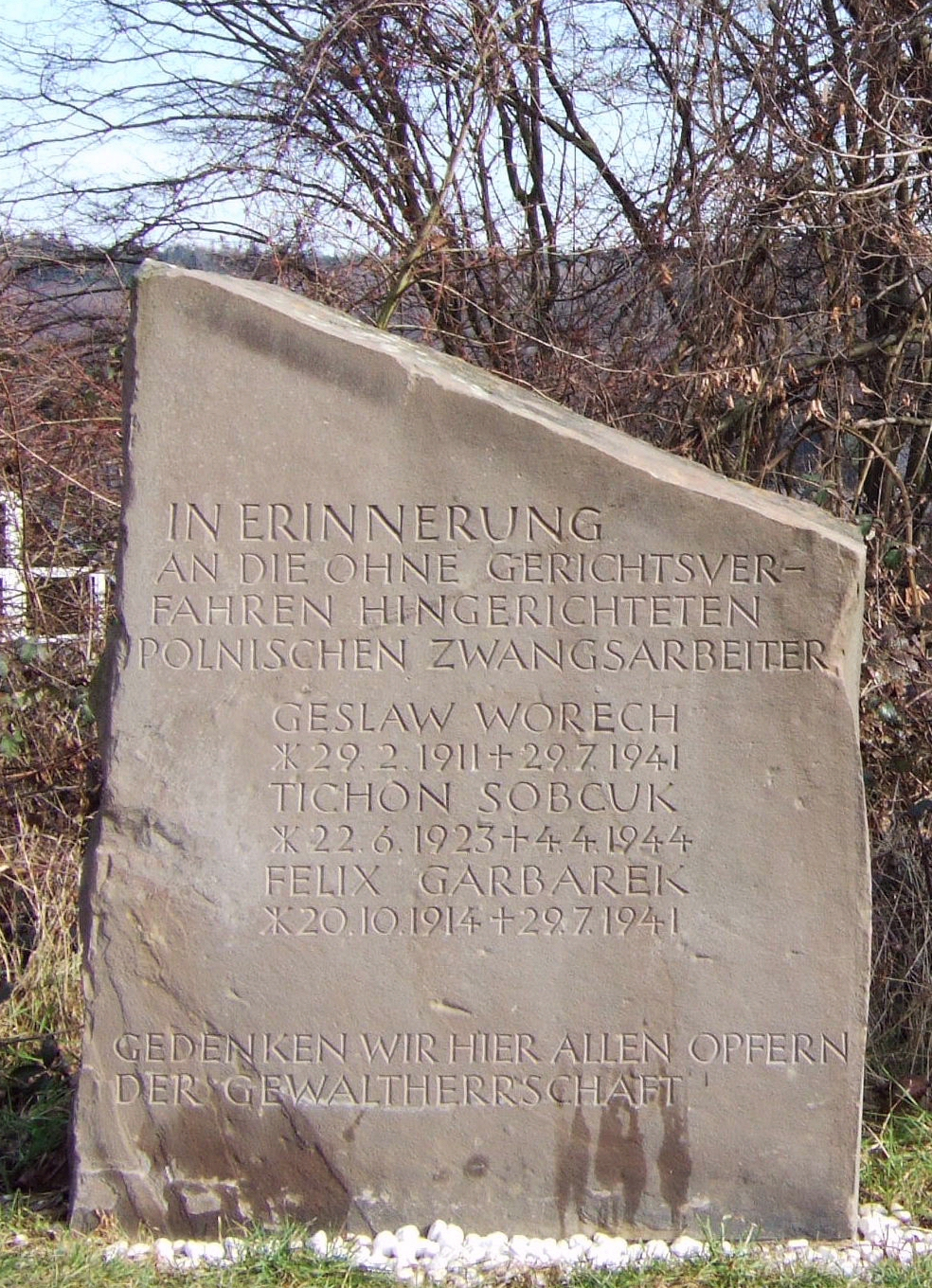
Mahnmal für drei von den Nationalsozialisten auf dem Ennert bei Bonn ohne Gerichtsverfahren hingerichtete polnische Zwangsarbeiter

1953 wurde die IG-Farben im Wollheim-Prozess zur Zahlung von 10.000 DM Schadensersatz, Schmerzensgeld und Arbeitslohn vor dem Frankfurter Landgericht verurteilt. Die IG-Farben legte Rechtsmittel dagegen ein. Nachdem sich die Jewish Claims Conference in die Musterklage eingeschaltet hatte, einigte man sich auf einen Globalvergleich, der die Zahlung von insgesamt 30 Millionen DM an mehrere tausend ehemalige Zwangsarbeiter der IG Farbenindustrie AG vorsah.

### Dokumentation
Im Bundesarchiv wurden Übersichten zu Zwangsarbeiterlagern während der NS-Zeit und der regionalen Archive erarbeitet. Auskünfte zu Zwangsarbeitern, Verschleppten und Menschen in Konzentrationslagern während der Zeit des Nationalsozialismus (etwa 17 Millionen Menschen) gibt der Internationale Suchdienst Bad Arolsen, 34454 Bad Arolsen, Deutschland. In Berlin besteht das Dokumentationszentrum NS-Zwangsarbeit, das seit 2013 um Dauerausstellungen erweitert wurde.
Das Online-Archiv „Zwangsarbeit 1939–1945“ präsentiert eine Sammlung digitaler Zeitzeugen-Berichte. Knapp 600 ehemalige Zwangsarbeiterinnen und Zwangsarbeiter aus 27 Ländern erzählen in lebensgeschichtlichen Audio- und Video-Interviews ihr Schicksal. Damit erinnert das Archiv an die über zwanzig Millionen Menschen, die für das nationalsozialistische Deutschland Zwangsarbeit leisten mussten.
Die Online-Anwendung „Lernen mit Interviews: Zwangsarbeit 1939–1945“ bereitet Lebensgeschichten ehemaliger Zwangsarbeiter für den Schulunterricht auf.

### Würdigung der Zwangsarbeiter
Das 1933 im KZ Börgermoor entstandene Lied Wir sind die Moorsoldaten ging in den Kanon der Arbeiterlieder und der Friedensbewegung der Nachkriegszeit ein.
1985 startete die Ausstellung „Das Geheimnis der Versöhnung heißt Erinnerung. Zwangsarbeiter und Kriegsgefangene im Dritten Reich“ der Körber-Stiftung und wanderte acht Jahre durch Deutschland und verschieden europäische Staaten. Bürgerschaftliche Ausstellungen stellten sich ab den 1990er Jahren klar staatlichen und firmenoffiziellen Konzeptionen entgegen, die auch aus Angst vor aufkommenden Entschädigungsfragen das Thema Zwangsarbeit bis dahin gemieden hatten.
Seit 2006 informiert das Dokumentationszentrum NS-Zwangsarbeit in Berlin über das „System Zwangsarbeit“. Es befindet sich auf einem Teil des einzigen noch weitgehend erhaltenen ehemaligen Zwangsarbeiterlagers Deutschlands in Berlin-Schöneweide. Das ehemalige Lager war einst eines von ca. 3.000 Sammelunterkünften für Zwangsarbeiter in Berlin.
Die Wanderausstellung Zwangsarbeit. Die Deutschen, die Zwangsarbeiter und der Krieg informiert seit 2010 an verschiedenen Orten zur Zwangsarbeit. Sie war in Moskau, Warschau, Prag und Steyr (Österreich) zu sehen. In Linz gibt es seit 2014 eine von der voestalpine betriebene Dauerausstellung zum Thema Zwangsarbeit. Im Mittelpunkt stehen die Zwangsarbeiter der Reichswerke Hermann Göring in Linz, ihre Schicksale und Lebensgeschichten.
2024 wurde im Gauforum Weimar in dem ehemals für die Behörde des Generalbevollmächtigten für den Arbeitseinsatz Sauckel vorgesehenen Bereich das Museum Zwangsarbeit im Nationalsozialismus eröffnet.

### Entschädigung ehemaliger Zwangsarbeiter

#### Bundesrepublik Deutschland

##### Bundesentschädigungsgesetz
§ 43 Abs. 3 des Bundesentschädigungsgesetzes (BEG) von 1956 stellte „Zwangsarbeit unter haftähnlichen Bedingungen“ einem entschädigungspflichtigen Freiheitsschaden gleich. Anspruchsberechtigt nach dem BEG waren jedoch nur Personen mit Wohnsitz oder dauerndem Aufenthalt in Deutschland (§ 4 BEG). Da 95 Prozent der früheren Zwangsarbeiter in Osteuropa lebten, hatten sie keinen Zugang zu diesen Leistungen.

##### Unternehmenszahlungen
Die deutsche Industrie stand nach dem Zweiten Weltkrieg auf dem Standpunkt, sie habe sich der Vereinnahmung durch die NS-Diktatur nicht erwehren können und unter Zwang als „Agentur“ der NS-Regierung gehandelt. Damit seien Wiedergutmachungsansprüche Sache der Bundesrepublik Deutschland, des juristischen Nachfolgers des Deutschen Reiches. Außerdem lehnte man eine Kollektivschuld ab.
Durch öffentlichen Druck und drohende Gerichtsurteile erklärten sich einige Unternehmen bereit, auf freiwilliger Basis Zahlungen an Zwangsarbeiter oder deren Vertreter zu leisten. Dabei wurde größter Wert darauf gelegt, dass dies mit keinerlei Schuldeingeständnis oder Schadensersatzpflicht für zu geringe Bezahlung oder gesundheitliche Schäden der Zwangsarbeiter verbunden sei, dass die betroffenen Zwangsarbeiter aber ihrerseits kein Ansprüche mehr gegen das jeweilige Unternehmen geltend machen würden. Die Zahlungen gingen hauptsächlich über die Jewish Claims Conference, die zahlreiche Sammelklagen und PR-Aktionen organisierte. Die osteuropäischen Zwangsarbeiter hatten während des Kalten Krieges keine Möglichkeit individuelle Ansprüche anzumelden und die westeuropäischen Regierungen hatten dies über bilaterale Verträge im Gegenzug zur Westeinbindung der Bundesrepublik ausgeschlossen.
| Unternehmen                     | Jahr  | Betrag in DM | Empfänger                                                               | Grund                                                                                       |
| I.G. Farbenindustrie AG         | 1957  | 30 Mio.      | jüdische und nicht-jüdische Zwangsarbeiter                              | Wollheim-Prozess in Frankfurt                                                               |
| Krupp-Konzern                   | 1959  | 10 Mio.      | jüdische Zwangsarbeiter aus Konzentrationslagern                        | Abwendung einer Sammelklage in New York                                                     |
| AEG-Telefunken                  | 1960  | 4 Mio.       | Zwangsarbeiter                                                          | Vermeidung eines Präzedenzfalles aus Sammelklage                                            |
| Siemens                         | 1962  | 7 Mio.       | jüdische Zwangsarbeiter                                                 | Jewish Claims Conference legte firmen-internen Bericht von 1945 vor                         |
| Rheinmetall                     | 1966  | 2,5 Mio.     | jüdische Zwangsarbeiter (nicht-jüdische lehnte das Unternehmen 1969 ab) | zur politischen Absicherung eines Waffengeschäftes mit den USA                              |
| Deutsche Bank für Flick-Konzern | 1986  | 5 Mio.       | Zwangsarbeiter des Flick-Unternehmens Dynamit Nobel                     | zur politischen Absicherung des lukrativen Weiterverkaufs Dynamit Nobel durch Deutsche Bank |
| Daimler-Benz                    | 1988? | 20 Mio.      | Förderung von Alten- und Pflegeheimen                                   | unbekannt                                                                                   |

##### Stiftung „Erinnerung, Verantwortung und Zukunft“
Im Jahr 2000 errichtete der Deutsche Bundestag die Stiftung „Erinnerung, Verantwortung und Zukunft“, die einmalige Leistungen in Fällen erbringen sollte, die bis dahin von der deutschen Wiedergutmachungspolitik nicht oder nicht angemessen berücksichtigt worden waren. Dies galt vordringlich für Sklaven- und Zwangsarbeiter, die in einem Konzentrationslager oder in einer anderen Haftstätte inhaftiert oder aus ihrem Heimatstaat in das Gebiet des Deutschen Reichs in den Grenzen von 1937 oder in ein vom Deutschen Reich besetztes Gebiet deportiert und zur Arbeit gezwungen worden waren.
Kriegsgefangene wurden in § 11 Abs. 3 EVZStiftG aus dem Kreis der Leistungsempfänger ausgeschlossen: „Kriegsgefangenschaft begründet keine Leistungsberechtigung.“ Damit waren italienische Militärinternierte und Kriegsgefangene von Zahlungen ausgeschlossen.
Am 20. Mai 2015 beschloss der Deutsche Bundestag, die noch lebenden früheren sowjetischen Kriegsgefangenen finanziell zu entschädigen.
In dem entsprechenden Beschluss heißt es: „Ehemaligen sowjetischen Kriegsgefangenen soll ohne Anerkennung einer Rechtspflicht/eines Rechtsgrundes ein symbolischer finanzieller Anerkennungsbetrag gewährt werden.“
Eine besondere Bedeutung haben die zahlreichen polnischen Opfer der NS-Zwangsarbeit. Noch vor der Stiftung, „Erinnerung, Verantwortung und Zukunft“ wurde deshalb 1992 die Stiftung Polnisch-Deutsche Aussöhnung errichtet.

#### Deutsche Demokratische Republik
Die DDR sah die aufgrund des Potsdamer Abkommens erbrachten deutschen Reparationen, insbesondere die umfangreichen Demontagen auf dem Gebiet der Sowjetischen Besatzungszone, als ausreichende Wiedergutmachung an. Individuelle Zahlungen wurden in der DDR nach politischer Opportunität erbracht wie die Ehren- bzw. Hinterbliebenenpensionen an „Kämpfer gegen den Faschismus“ (800 MDM mtl.) und „Verfolgte des Naziregimes“ (600 MDM mtl.).

#### Republik Österreich
In Österreich wurde im Jahr 2000 zeitgleich mit der deutschen Stiftung „Erinnerung, Verantwortung und Zukunft“ der Versöhnungsfonds errichtet, der bis 2005 freiwillige Zahlungen an ehemalige Zwangsarbeiter des nationalsozialistischen Regimes auf dem Gebiet der heutigen Republik Österreich erbrachte.

## Dokumentarfilme
- Wolfgang Bergmann (Regisseur): Der Reichseinsatz, 1993, als DVD: 2011, Absolut Medien, Berlin, ISBN 978-3-89848-049-9, 117 min. Im Film wurden Szenen aus dem Propagandafilm aus dem Jahr 1940 Wir leben in Deutschland eingeschnitten. Hessischer Filmpreis 1994.
- Kriegsgefangenschaft (1/4): Verschleppt und ausgebeutet. Produktion Österreich 2011. Gezeigt in 3sat am 20. Januar 2013, von 20:15 bis 21:05 Uhr. (Französische und sowjetische Kriegsgefangene, Zwangsarbeiter in der Kriegsproduktion, Kinder schwangerer Zwangsarbeiterinnen bewusst benachteiligt mit hoher Sterberate, sowjetische Kriegsgefangene nach der Befreiung weiter in sowjetische Lager).
- Kriegsgefangenschaft (4/4): Heimkehr. Produktion ORF und preTV 2012. Gezeigt in 3sat am 21. Januar 2013, von 21:05 bis 22:00 Uhr. (Sowjetische Kriegsgefangene und Zwangsarbeiter nach Kriegsende in UdSSR wieder in Zwangsarbeit und Ächtung. Französische Kriegsgefangene nach Kriegsende in Frankreich der Kollaboration verdächtigt. Deutsche/österreichische Heimkehrer aus der Sowjetunion finden in der Heimat keine Arbeit mehr).
- Hitlers Sklaven. Frank Diederichs & Steffen Mayer (Autoren), Produktion Deutschland 2020, ZDFInfo-Dreiteiler.[92]